# Eleições autárquicas portuguesas de 2013 no distrito de Leiria
| Eleições autárquicas portuguesas de 2013 Distritos: Aveiro \| Beja \| Braga \| Bragança \| Castelo Branco \| Coimbra \| Évora \| Faro \| Guarda \| Leiria \| Lisboa \| Portalegre \| Porto \| Santarém \| Setúbal \| Viana do Castelo \| Vila Real \| Viseu \| Açores \| Madeira |

## Resultados por concelho
Os resultados por concelho no Distrito de Leiria foram os seguintes:

### Alcobaça

#### Câmara Municipal
| Partido                 | Partido                        | Votos  | %               | +/-   | Vereadores | +/-     |
| ----------------------- | ------------------------------ | ------ | --------------- | ----- | ---------- | ------- |
|                         | Partido Social Democrata       | 9 564  | 36,07 / 100,00  | 8,86  | 3 / 7      | 1       |
|                         | Partido Socialista             | 5 247  | 19,79 / 100,00  | 1,10  | 2 / 7      | Estável |
|                         | CDS – Partido Popular          | 4 649  | 17,53 / 100,00  | 12,33 | 1 / 7      | 1       |
|                         | Coligação Democrática Unitária | 3 176  | 11,98 / 100,00  | 3,30  | 1 / 7      | Estável |
|                         | Bloco de Esquerda              | 566    | 2,13 / 100,00   | 0,47  | 0 / 7      | Estável |
|                         | Partido Nacional Renovador     | 245    | 0,92 / 100,00   | -     | 0 / 7      | -       |
| Votos Inválidos         | Votos Inválidos                | 3 070  | 11,57 / 100,00  | 7,15  |            |         |
| Total                   | Total                          | 26 517 | 100,00 / 100,00 |       | 7 / 7      |         |
| Eleitorado/Participação | Eleitorado/Participação        | 49 425 | 53,65 / 100,00  | 6,78  |            |         |

| Freguesia              | %     | %     | %     | %     | %    | %    | Votantes |
| Freguesia              | PSD   | PS    | CDS   | CDU   | BE   | PNR  | Votantes |
| ---------------------- | ----- | ----- | ----- | ----- | ---- | ---- | -------- |
| Alcobaça e Vestiaria   | 24,59 | 21,16 | 20,76 | 17,85 | 2,24 | 1,52 | 3 030    |
| Alfeizerão             | 47,82 | 19,11 | 8,11  | 6,16  | 3,28 | 0,78 | 1 282    |
| Aljubarrota            | 29,17 | 18,24 | 24,06 | 12,83 | 1,70 | 1,17 | 2 993    |
| Bárrio                 | 24,90 | 24,25 | 17,25 | 18,81 | 1,69 | 0,39 | 771      |
| Benedita               | 34,41 | 22,03 | 18,88 | 9,77  | 1,59 | 0,84 | 4 412    |
| Cela                   | 46,81 | 13,96 | 10,21 | 16,88 | 1,46 | 0,49 | 1 440    |
| Cós, Alpedriz e Montes | 24,34 | 31,16 | 12,07 | 14,16 | 2,21 | 1,64 | 1 582    |
| Évora de Alcobaça      | 37,25 | 19,17 | 24,36 | 8,44  | 1,36 | 0,66 | 2 274    |
| Maiorga                | 21,51 | 19,92 | 24,98 | 17,15 | 2,58 | 1,39 | 1 009    |
| Pataias e Martingança  | 39,12 | 25,20 | 8,27  | 13,07 | 2,82 | 0,75 | 3 083    |
| São Martinho do Porto  | 45,42 | 20,55 | 9,38  | 8,04  | 7,00 | 0,89 | 1 343    |
| Turquel                | 50,47 | 8,67  | 20,18 | 8,35  | 0,99 | 0,54 | 2 215    |
| Vimeiro                | 52,26 | 7,39  | 23,82 | 6,28  | 0,55 | 0,46 | 1 083    |
| Alcobaça               | 36,07 | 19,79 | 17,53 | 11,98 | 2,13 | 0,92 | 26 517   |

#### Assembleia Municipal
| Partido                 | Partido                        | Votos  | %               | +/-  | Mandatos | +/-     |
| ----------------------- | ------------------------------ | ------ | --------------- | ---- | -------- | ------- |
|                         | Partido Social Democrata       | 9 143  | 34,48 / 100,00  | 9,10 | 9 / 21   | 2       |
|                         | Partido Socialista             | 5 425  | 20,46 / 100,00  | 2,85 | 5 / 21   | Estável |
|                         | CDS – Partido Popular          | 4 371  | 16,48 / 100,00  | 9,83 | 4 / 21   | 3       |
|                         | Coligação Democrática Unitária | 3 251  | 12,26 / 100,00  | 0,64 | 3 / 21   | Estável |
|                         | Bloco de Esquerda              | 661    | 2,49 / 100,00   | 1,69 | 0 / 21   | 1       |
|                         | Partido Nacional Renovador     | 270    | 1,02 / 100,00   | -    | 0 / 21   | -       |
| Votos Inválidos         | Votos Inválidos                | 3 395  | 12,80 / 100,00  | 6,88 |          |         |
| Total                   | Total                          | 26 516 | 100,00 / 100,00 |      | 21 / 21  |         |
| Eleitorado/Participação | Eleitorado/Participação        | 49 425 | 53,65 / 100,00  | 6,78 |          |         |

| Freguesia              | %     | %     | %     | %     | %    | %    | Votantes |
| Freguesia              | PSD   | PS    | CDS   | CDU   | BE   | PNR  | Votantes |
| ---------------------- | ----- | ----- | ----- | ----- | ---- | ---- | -------- |
| Alcobaça e Vestiaria   | 22,31 | 22,05 | 18,78 | 19,57 | 3,00 | 1,39 | 3 030    |
| Alfeizerão             | 45,40 | 20,05 | 7,41  | 7,10  | 3,43 | 1,01 | 1 282    |
| Aljubarrota            | 26,46 | 18,94 | 23,76 | 13,46 | 2,17 | 1,20 | 2 993    |
| Bárrio                 | 22,70 | 25,68 | 14,92 | 20,36 | 1,56 | 1,17 | 771      |
| Benedita               | 32,73 | 23,32 | 18,50 | 7,75  | 1,97 | 1,02 | 4 412    |
| Cela                   | 43,47 | 14,10 | 9,17  | 19,65 | 1,81 | 0,35 | 1 440    |
| Cós, Alpedriz e Montes | 21,00 | 32,19 | 11,13 | 14,93 | 2,78 | 1,96 | 1 581    |
| Évora de Alcobaça      | 37,99 | 19,79 | 21,11 | 8,75  | 1,76 | 0,92 | 2 274    |
| Maiorga                | 20,91 | 21,31 | 22,89 | 18,33 | 2,28 | 1,09 | 1 009    |
| Pataias e Martingança  | 38,40 | 25,40 | 6,88  | 13,72 | 3,15 | 0,68 | 3 083    |
| São Martinho do Porto  | 44,23 | 21,52 | 8,19  | 8,12  | 7,30 | 1,34 | 1 343    |
| Turquel                | 49,66 | 8,31  | 20,72 | 7,58  | 1,26 | 0,59 | 2 215    |
| Vimeiro                | 51,99 | 6,74  | 24,47 | 5,72  | 0,55 | 0,46 | 1 083    |
| Alcobaça               | 34,48 | 20,46 | 16,48 | 12,26 | 2,49 | 1,02 | 26 516   |

#### Juntas de Freguesia
| Partido                 | Partido                        | Votos  | %               | +/-   | Presidentes | Mandatos  | +/-     |
| ----------------------- | ------------------------------ | ------ | --------------- | ----- | ----------- | --------- | ------- |
|                         | Partido Social Democrata       | 8 182  | 30,86 / 100,00  | 9,24  | 6 / 13      | 53 / 133  | 13      |
|                         | Grupo de Cidadãos              | 4 827  | 18,20 / 100,00  | 13,19 | 5 / 13      | 33 / 133  | 28      |
|                         | CDS – Partido Popular          | 4 063  | 15,32 / 100,00  | 12,35 | 0 / 13      | 17 / 133  | 14      |
|                         | Partido Socialista             | 4 046  | 15,26 / 100,00  | 0,93  | 2 / 13      | 20 / 133  | 7       |
|                         | Coligação Democrática Unitária | 2 324  | 8,76 / 100,00   | 2,77  | 0 / 13      | 10 / 133  | 3       |
|                         | Bloco de Esquerda              | 159    | 0,60 / 100,00   | 0,18  | 0 / 13      | 0 / 133   | Estável |
|                         | Partido Nacional Renovador     | 55     | 0,21 / 100,00   | -     | 0 / 13      | 0 / 133   | -       |
| Votos Inválidos         | Votos Inválidos                | 2 861  | 10,79 / 100,00  | 5,99  |             |           |         |
| Total                   | Total                          | 26 517 | 100,00 / 100,00 |       | 13 / 13     | 133 / 133 | 31      |
| Eleitorado/Participação | Eleitorado/Participação        | 49 425 | 53,65 / 100,00  | 6,78  |             |           |         |

| Freguesia              | Partido Vencedor | Partido Vencedor         | %              | Mandatos |
| ---------------------- | ---------------- | ------------------------ | -------------- | -------- |
| Alcobaça e Vestiaria   |                  | Partido Socialista       | 25,74 / 100,00 | 4 / 13   |
| Alfeizerão             |                  | Partido Social Democrata | 66,54 / 100,00 | 9 / 9    |
| Aljubarrota            |                  | Grupo de Cidadãos        | 56,87 / 100,00 | 8 / 13   |
| Bárrio                 |                  | Grupo de Cidadãos        | 60,83 / 100,00 | 7 / 9    |
| Benedita               |                  | Partido Socialista       | 30,17 / 100,00 | 5 / 13   |
| Cela                   |                  | Partido Social Democrata | 49,03 / 100,00 | 6 / 9    |
| Cós, Alpedriz e Montes |                  | Grupo de Cidadãos        | 42,25 / 100,00 | 5 / 9    |
| Évora de Alcobaça      |                  | Partido Social Democrata | 35,14 / 100,00 | 4 / 9    |
| Maiorga                |                  | Grupo de Cidadãos        | 32,61 / 100,00 | 4 / 9    |
| Pataias e Martingança  |                  | Partido Social Democrata | 47,36 / 100,00 | 8 / 13   |
| São Martinho do Porto  |                  | Grupo de Cidadãos        | 36,19 / 100,00 | 4 / 9    |
| Turquel                |                  | Partido Social Democrata | 54,15 / 100,00 | 6 / 9    |
| Vimeiro                |                  | Partido Social Democrata | 62,51 / 100,00 | 7 / 9    |

### Alvaiázere

#### Câmara Municipal
| Partido                 | Partido                        | Votos | %               | +/-  | Vereadores | +/-     |
| ----------------------- | ------------------------------ | ----- | --------------- | ---- | ---------- | ------- |
|                         | Partido Social Democrata       | 2 503 | 57,90 / 100,00  | 7,18 | 3 / 5      | Estável |
|                         | Partido Socialista             | 810   | 18,74 / 100,00  | 4,46 | 1 / 5      | Estável |
|                         | CDS – Partido Popular          | 724   | 16,75 / 100,00  | 5,60 | 1 / 5      | Estável |
|                         | Coligação Democrática Unitária | 45    | 1,04 / 100,00   | 0,12 | 0 / 5      | Estável |
| Votos Inválidos         | Votos Inválidos                | 241   | 5,57 / 100,00   | 2,76 |            |         |
| Total                   | Total                          | 4 323 | 100,00 / 100,00 |      | 5 / 5      |         |
| Eleitorado/Participação | Eleitorado/Participação        | 7 010 | 61,67 / 100,00  | 3,00 |            |         |

| Freguesia           | %     | %     | %     | %    | Votantes |
| Freguesia           | PSD   | PS    | CDS   | CDU  | Votantes |
| ------------------- | ----- | ----- | ----- | ---- | -------- |
| Almoster            | 64,58 | 18,79 | 11,88 | 1,94 | 463      |
| Alvaiázere          | 53,47 | 22,45 | 16,88 | 1,20 | 1 167    |
| Maçãs de Dona Maria | 56,23 | 24,15 | 11,11 | 1,06 | 1 035    |
| Pelmá               | 65,43 | 12,17 | 17,61 | 0,65 | 460      |
| Pussos São Pedro    | 58,18 | 12,94 | 23,04 | 0,67 | 1 198    |
| Alvaiázere          | 57,90 | 18,74 | 16,75 | 1,04 | 4 323    |

#### Assembleia Municipal
| Partido                 | Partido                        | Votos | %               | +/-  | Mandatos | +/-     |
| ----------------------- | ------------------------------ | ----- | --------------- | ---- | -------- | ------- |
|                         | Partido Social Democrata       | 2 511 | 58,08 / 100,00  | 3,51 | 10 / 15  | 1       |
|                         | CDS – Partido Popular          | 760   | 17,58 / 100,00  | 1,86 | 3 / 15   | Estável |
|                         | Partido Socialista             | 753   | 17,42 / 100,00  | 4,31 | 2 / 15   | 1       |
|                         | Coligação Democrática Unitária | 56    | 1,30 / 100,00   | 0,24 | 0 / 15   | Estável |
| Votos Inválidos         | Votos Inválidos                | 143   | 5,62 / 100,00   | 2,90 |          |         |
| Total                   | Total                          | 4 323 | 100,00 / 100,00 |      | 15 / 15  |         |
| Eleitorado/Participação | Eleitorado/Participação        | 7 010 | 61,67 / 100,00  | 3,00 |          |         |

| Freguesia           | %     | %     | %     | %    | Votantes |
| Freguesia           | PSD   | CDS   | PS    | CDU  | Votantes |
| ------------------- | ----- | ----- | ----- | ---- | -------- |
| Almoster            | 62,63 | 12,31 | 18,14 | 1,73 | 463      |
| Alvaiázere          | 55,53 | 15,60 | 21,59 | 1,89 | 1 167    |
| Maçãs de Dona Maria | 58,55 | 10,82 | 22,90 | 0,87 | 1 035    |
| Pelmá               | 63,48 | 18,91 | 11,30 | 1,09 | 460      |
| Pussos São Pedro    | 56,34 | 26,88 | 10,68 | 1,00 | 1 198    |
| Alvaiázere          | 58,08 | 17,58 | 17,42 | 1,30 | 4 323    |

#### Juntas de Freguesia
| Partido                 | Partido                        | Votos | %               | +/-  | Presidentes | Mandatos | +/-     |
| ----------------------- | ------------------------------ | ----- | --------------- | ---- | ----------- | -------- | ------- |
|                         | Partido Social Democrata       | 2 074 | 47,98 / 100,00  | 3,47 | 5 / 5       | 24 / 41  | 4       |
|                         | CDS – Partido Popular          | 931   | 21,54 / 100,00  | 3,06 | 0 / 5       | 9 / 41   | 3       |
|                         | Partido Socialista             | 588   | 13,60 / 100,00  | 9,50 | 0 / 5       | 4 / 41   | 6       |
|                         | Grupo de Cidadãos              | 469   | 10,85 / 100,00  | 7,35 | 0 / 5       | 4 / 41   | 1       |
|                         | Coligação Democrática Unitária | 12    | 0,28 / 100,00   | 0,05 | 0 / 5       | 0 / 41   | Estável |
| Votos Inválidos         | Votos Inválidos                | 249   | 5,76 / 100,00   | 2,51 |             |          |         |
| Total                   | Total                          | 4 323 | 100,00 / 100,00 |      | 5 / 5       | 41 / 41  | 14      |
| Eleitorado/Participação | Eleitorado/Participação        | 7 010 | 61,67 / 100,00  | 3,00 |             |          |         |

| Freguesia           | Partido Vencedor | Partido Vencedor         | %              | Mandatos |
| ------------------- | ---------------- | ------------------------ | -------------- | -------- |
| Almoster            |                  | Partido Social Democrata | 57,45 / 100,00 | 5 / 7    |
| Alvaiázere          |                  | Partido Social Democrata | 43,19 / 100,00 | 4 / 9    |
| Maçãs de Dona Maria |                  | Partido Social Democrata | 45,89 / 100,00 | 5 / 9    |
| Pelmá               |                  | Partido Social Democrata | 60,22 / 100,00 | 5 / 7    |
| Pussos São Pedro    |                  | Partido Social Democrata | 46,08 / 100,00 | 5 / 9    |

### Ansião

#### Câmara Municipal
| Partido                 | Partido                        | Votos  | %               | +/-   | Vereadores | +/-     |
| ----------------------- | ------------------------------ | ------ | --------------- | ----- | ---------- | ------- |
|                         | Partido Social Democrata       | 3 641  | 49,32 / 100,00  | 13,26 | 4 / 7      | 1       |
|                         | Partido Socialista             | 2 851  | 38,62 / 100,00  | 5,98  | 3 / 7      | 1       |
|                         | CDS – Partido Popular          | 228    | 3,09 / 100,00   | -     | 0 / 7      | -       |
|                         | Coligação Democrática Unitária | 220    | 2,98 / 100,00   | 0,57  | 0 / 7      | Estável |
| Votos Inválidos         | Votos Inválidos                | 443    | 6,00 / 100,00   | 3,64  |            |         |
| Total                   | Total                          | 7 383  | 100,00 / 100,00 |       | 7 / 7      |         |
| Eleitorado/Participação | Eleitorado/Participação        | 12 226 | 60,39 / 100,00  | 3,45  |            |         |

| Freguesia          | %     | %     | %    | %    | Votantes |
| Freguesia          | PSD   | PS    | CDS  | CDU  | Votantes |
| ------------------ | ----- | ----- | ---- | ---- | -------- |
| Alvorge            | 43,20 | 49,07 | 1,57 | 0,57 | 699      |
| Ansião             | 41,22 | 45,84 | 2,89 | 3,90 | 2 079    |
| Avelar             | 47,56 | 35,80 | 5,49 | 5,05 | 1 148    |
| Chão de Couce      | 53,94 | 33,39 | 3,42 | 2,31 | 1 168    |
| Pousaflores        | 47,85 | 41,75 | 2,31 | 2,81 | 606      |
| Santiago da Guarda | 60,37 | 29,77 | 2,38 | 1,96 | 1 683    |
| Ansião             | 49,32 | 38,62 | 3,09 | 2,98 | 7 383    |

#### Assembleia Municipal
| Partido                 | Partido                        | Votos  | %               | +/-   | Mandatos | +/-     |
| ----------------------- | ------------------------------ | ------ | --------------- | ----- | -------- | ------- |
|                         | Partido Social Democrata       | 3 516  | 47,62 / 100,00  | 11,69 | 12 / 21  | 1       |
|                         | Partido Socialista             | 2 811  | 38,07 / 100,00  | 2,94  | 9 / 21   | 1       |
|                         | Coligação Democrática Unitária | 292    | 3,96 / 100,00   | 0,89  | 0 / 21   | Estável |
|                         | CDS – Partido Popular          | 278    | 3,77 / 100,00   | -     | 0 / 21   | -       |
| Votos Inválidos         | Votos Inválidos                | 486    | 6,59 / 100,00   | 4,10  |          |         |
| Total                   | Total                          | 7 383  | 100,00 / 100,00 |       | 21 / 21  |         |
| Eleitorado/Participação | Eleitorado/Participação        | 12 226 | 60,39 / 100,00  | 3,45  |          |         |

| Freguesia          | %     | %     | %    | %    | Votantes |
| Freguesia          | PSD   | PS    | CDU  | CDS  | Votantes |
| ------------------ | ----- | ----- | ---- | ---- | -------- |
| Alvorge            | 41,92 | 50,07 | 1,14 | 2,15 | 699      |
| Ansião             | 37,95 | 43,43 | 6,01 | 4,18 | 2 079    |
| Avelar             | 45,12 | 37,02 | 6,53 | 5,05 | 1 148    |
| Chão de Couce      | 51,54 | 35,45 | 2,83 | 3,68 | 1 168    |
| Pousaflores        | 46,70 | 41,58 | 2,31 | 2,97 | 606      |
| Santiago da Guarda | 61,26 | 27,75 | 2,20 | 3,39 | 1 683    |
| Ansião             | 47,62 | 38,07 | 3,96 | 3,77 | 7 383    |

#### Juntas de Freguesia
| Partido                 | Partido                        | Votos  | %               | +/-   | Presidentes | Mandatos | +/-     |
| ----------------------- | ------------------------------ | ------ | --------------- | ----- | ----------- | -------- | ------- |
|                         | Partido Social Democrata       | 3 313  | 44,87 / 100,00  | 15,93 | 3 / 6       | 27 / 54  | 16      |
|                         | Partido Socialista             | 2 608  | 35,32 / 100,00  | 0,14  | 2 / 6       | 23 / 54  | 2       |
|                         | Grupo de Cidadãos              | 786    | 10,65 / 100,00  | -     | 1 / 6       | 4 / 54   | -       |
|                         | Coligação Democrática Unitária | 244    | 3,30 / 100,00   | 2,53  | 0 / 6       | 0 / 54   | Estável |
| Votos Inválidos         | Votos Inválidos                | 433    | 5,85 / 100,00   | 2,88  |             |          |         |
| Total                   | Total                          | 7 383  | 100,00 / 100,00 |       | 6 / 6       | 54 / 54  | 14      |
| Eleitorado/Participação | Eleitorado/Participação        | 12 226 | 60,39 / 100,00  | 3,45  |             |          |         |

| Freguesia          | Partido Vencedor | Partido Vencedor         | %              | Mandatos |
| ------------------ | ---------------- | ------------------------ | -------------- | -------- |
| Alvorge            |                  | Partido Socialista       | 66,38 / 100,00 | 6 / 9    |
| Ansião             |                  | Grupo de Cidadãos        | 37,81 / 100,00 | 4 / 9    |
| Avelar             |                  | Partido Social Democrata | 49,04 / 100,00 | 5 / 9    |
| Chão de Couce      |                  | Partido Social Democrata | 55,99 / 100,00 | 6 / 9    |
| Pousaflores        |                  | Partido Socialista       | 47,36 / 100,00 | 5 / 9    |
| Santiago da Guarda |                  | Partido Social Democrata | 65,42 / 100,00 | 7 / 9    |

### Batalha

#### Câmara Municipal
| Partido                 | Partido                        | Votos  | %               | +/-   | Vereadores | +/-     |
| ----------------------- | ------------------------------ | ------ | --------------- | ----- | ---------- | ------- |
|                         | Partido Social Democrata       | 4 210  | 55,23 / 100,00  | 13,03 | 5 / 7      | Estável |
|                         | Partido Socialista             | 1 200  | 15,74 / 100,00  | 1,61  | 1 / 7      | Estável |
|                         | CDS – Partido Popular          | 863    | 11,32 / 100,00  | 0,65  | 1 / 7      | Estável |
|                         | Coligação Democrática Unitária | 303    | 3,97 / 100,00   | 2,28  | 0 / 7      | Estável |
| Votos Inválidos         | Votos Inválidos                | 1 047  | 13,73 / 100,00  | 9,77  |            |         |
| Total                   | Total                          | 7 623  | 100,00 / 100,00 |       | 7 / 7      |         |
| Eleitorado/Participação | Eleitorado/Participação        | 14 172 | 53,79 / 100,00  | 7,74  |            |         |

| Freguesia         | %     | %     | %     | %    | Votantes |
| Freguesia         | PSD   | PS    | CDS   | CDU  | Votantes |
| ----------------- | ----- | ----- | ----- | ---- | -------- |
| Batalha           | 51,22 | 18,50 | 8,60  | 5,66 | 3 536    |
| Golpilheira       | 54,06 | 25,52 | 4,52  | 3,48 | 862      |
| Reguengo do Fetal | 50,63 | 20,59 | 12,68 | 2,43 | 1 112    |
| São Mamede        | 64,84 | 4,59  | 17,94 | 2,18 | 2 113    |
| Batalha           | 55,23 | 15,74 | 11,32 | 3,97 | 7 623    |

#### Assembleia Municipal
| Partido                 | Partido                        | Votos  | %               | +/-  | Mandatos | +/-     |
| ----------------------- | ------------------------------ | ------ | --------------- | ---- | -------- | ------- |
|                         | Partido Social Democrata       | 4 164  | 54,62 / 100,00  | 6,56 | 14 / 21  | Estável |
|                         | Partido Socialista             | 1 147  | 15,05 / 100,00  | 1,59 | 3 / 21   | 1       |
|                         | CDS – Partido Popular          | 938    | 12,30 / 100,00  | 2,37 | 3 / 21   | Estável |
|                         | Coligação Democrática Unitária | 346    | 4,54 / 100,00   | 2,23 | 1 / 21   | 1       |
| Votos Inválidos         | Votos Inválidos                | 1 028  | 13,48 / 100,00  | 8,28 |          |         |
| Total                   | Total                          | 7 623  | 100,00 / 100,00 |      | 21 / 21  |         |
| Eleitorado/Participação | Eleitorado/Participação        | 14 172 | 53,79 / 100,00  | 7,74 |          |         |

| Freguesia         | %     | %     | %     | %    | Votantes |
| Freguesia         | PSD   | PS    | CDS   | CDU  | Votantes |
| ----------------- | ----- | ----- | ----- | ---- | -------- |
| Batalha           | 51,36 | 17,22 | 9,16  | 6,53 | 3 536    |
| Golpilheira       | 54,87 | 26,33 | 4,18  | 3,25 | 862      |
| Reguengo do Fetal | 49,91 | 19,15 | 13,85 | 3,15 | 1 112    |
| São Mamede        | 62,47 | 4,64  | 20,07 | 2,46 | 2 113    |
| Batalha           | 54,62 | 15,05 | 12,30 | 4,54 | 7 623    |

#### Juntas de Freguesia
| Partido                 | Partido                        | Votos  | %               | +/-  | Presidentes | Mandatos | +/-     |
| ----------------------- | ------------------------------ | ------ | --------------- | ---- | ----------- | -------- | ------- |
|                         | Partido Social Democrata       | 4 010  | 52,60 / 100,00  | 3,35 | 4 / 4       | 24 / 40  | 3       |
|                         | CDS – Partido Popular          | 1 292  | 16,95 / 100,00  | 3,16 | 0 / 4       | 6 / 40   | Estável |
|                         | Partido Socialista             | 1 140  | 14,95 / 100,00  | 0,78 | 0 / 4       | 9 / 40   | 2       |
|                         | Coligação Democrática Unitária | 203    | 2,66 / 100,00   | 1,82 | 0 / 4       | 1 / 40   | 1       |
| Votos Inválidos         | Votos Inválidos                | 978    | 12,83 / 100,00  | 7,36 |             |          |         |
| Total                   | Total                          | 7 623  | 100,00 / 100,00 |      | 4 / 4       | 40 / 40  |         |
| Eleitorado/Participação | Eleitorado/Participação        | 14 172 | 53,79 / 100,00  | 7,74 |             |          |         |

| Freguesia         | Partido Vencedor | Partido Vencedor         | %              | Mandatos |
| ----------------- | ---------------- | ------------------------ | -------------- | -------- |
| Batalha           |                  | Partido Social Democrata | 49,97 / 100,00 | 8 / 13   |
| Golpilheira       |                  | Partido Social Democrata | 49,77 / 100,00 | 5 / 9    |
| Reguengo do Fetal |                  | Partido Social Democrata | 47,93 / 100,00 | 5 / 9    |
| São Mamede        |                  | Partido Social Democrata | 60,62 / 100,00 | 6 / 9    |

### Bombarral

#### Câmara Municipal
| Partido                 | Partido                        | Votos  | %               | +/-  | Vereadores | +/- |
| ----------------------- | ------------------------------ | ------ | --------------- | ---- | ---------- | --- |
|                         | Partido Social Democrata       | 2 469  | 40,58 / 100,00  | 9,31 | 3 / 7      | 1   |
|                         | Partido Socialista             | 1 613  | 26,51 / 100,00  | 8,03 | 2 / 7      | 1   |
|                         | Coligação Democrática Unitária | 779    | 12,80 / 100,00  | 6,41 | 1 / 7      | 1   |
|                         | CDS – Partido Popular          | 712    | 11,70 / 100,00  | 5,44 | 1 / 7      | 1   |
| Votos Inválidos         | Votos Inválidos                | 511    | 8,40 / 100,00   | 5,48 |            |     |
| Total                   | Total                          | 6 084  | 100,00 / 100,00 |      | 7 / 7      |     |
| Eleitorado/Participação | Eleitorado/Participação        | 11 928 | 51,01 / 100,00  | 6,38 |            |     |

| Freguesia             | %     | %     | %     | %     | Votantes |
| Freguesia             | PSD   | PS    | CDU   | CDS   | Votantes |
| --------------------- | ----- | ----- | ----- | ----- | -------- |
| Bombarral e Vale Covo | 35,99 | 28,47 | 15,32 | 11,48 | 3 179    |
| Carvalhal             | 45,89 | 25,20 | 8,13  | 11,92 | 1 242    |
| Pó                    | 62,72 | 19,83 | 6,90  | 5,17  | 464      |
| Roliça                | 38,70 | 25,27 | 13,26 | 14,60 | 1 199    |
| Bombarral             | 40,58 | 26,51 | 12,80 | 11,70 | 6 084    |

#### Assembleia Municipal
| Partido                 | Partido                        | Votos  | %               | +/-  | Mandatos | +/- |
| ----------------------- | ------------------------------ | ------ | --------------- | ---- | -------- | --- |
|                         | Partido Social Democrata       | 2 131  | 35,01 / 100,00  | 6,68 | 8 / 21   | 1   |
|                         | Partido Socialista             | 1 726  | 28,36 / 100,00  | 5,80 | 7 / 21   | 1   |
|                         | Coligação Democrática Unitária | 855    | 14,05 / 100,00  | 4,74 | 3 / 21   | 1   |
|                         | CDS – Partido Popular          | 818    | 13,44 / 100,00  | 2,52 | 3 / 21   | 1   |
| Votos Inválidos         | Votos Inválidos                | 556    | 9,14 / 100,00   | 5,22 |          |     |
| Total                   | Total                          | 6 086  | 100,00 / 100,00 |      | 21 / 21  |     |
| Eleitorado/Participação | Eleitorado/Participação        | 11 928 | 51,02 / 100,00  | 6,37 |          |     |

| Freguesia             | %     | %     | %     | %     | Votantes |
| Freguesia             | PSD   | PS    | CDU   | CDS   | Votantes |
| --------------------- | ----- | ----- | ----- | ----- | -------- |
| Bombarral e Vale Covo | 28,64 | 30,46 | 16,41 | 15,06 | 3 181    |
| Carvalhal             | 43,08 | 26,57 | 9,10  | 11,59 | 1 242    |
| Pó                    | 61,85 | 19,40 | 7,97  | 5,82  | 464      |
| Roliça                | 33,19 | 28,11 | 15,26 | 14,01 | 1 199    |
| Bombarral             | 35,01 | 28,36 | 14,05 | 13,44 | 6 086    |

#### Juntas de Freguesia
| Partido                 | Partido                        | Votos  | %               | +/-  | Presidentes | Mandatos | +/-     |
| ----------------------- | ------------------------------ | ------ | --------------- | ---- | ----------- | -------- | ------- |
|                         | Partido Social Democrata       | 2 588  | 42,52 / 100,00  | 9,47 | 4 / 4       | 22 / 38  | 8       |
|                         | Partido Socialista             | 1 618  | 26,59 / 100,00  | 1,22 | 0 / 4       | 10 / 38  | 2       |
|                         | Coligação Democrática Unitária | 732    | 12,03 / 100,00  | 3,47 | 0 / 4       | 3 / 38   | 1       |
|                         | CDS – Partido Popular          | 690    | 11,34 / 100,00  | 3,13 | 0 / 4       | 3 / 38   | Estável |
| Votos Inválidos         | Votos Inválidos                | 458    | 7,52 / 100,00   | 4,10 |             |          |         |
| Total                   | Total                          | 6 086  | 100,00 / 100,00 |      | 4 / 4       | 38 / 38  | 9       |
| Eleitorado/Participação | Eleitorado/Participação        | 11 928 | 51,02 / 100,00  | 6,37 |             |          |         |

| Freguesia             | Partido Vencedor | Partido Vencedor         | %              | Mandatos |
| --------------------- | ---------------- | ------------------------ | -------------- | -------- |
| Bombarral e Vale Covo |                  | Partido Social Democrata | 34,55 / 100,00 | 5 / 13   |
| Carvalhal             |                  | Partido Social Democrata | 55,48 / 100,00 | 7 / 9    |
| Pó                    |                  | Partido Social Democrata | 69,83 / 100,00 | 6 / 7    |
| Roliça                |                  | Partido Social Democrata | 39,70 / 100,00 | 4 / 9    |

### Caldas da Rainha

#### Câmara Municipal
| Partido                 | Partido                        | Votos  | %               | +/-  | Vereadores | +/-     |
| ----------------------- | ------------------------------ | ------ | --------------- | ---- | ---------- | ------- |
|                         | Partido Social Democrata       | 9 216  | 43,59 / 100,00  | 6,88 | 4 / 7      | Estável |
|                         | Partido Socialista             | 4 851  | 22,94 / 100,00  | 2,54 | 2 / 7      | Estável |
|                         | CDS – Partido Popular          | 1 962  | 9,28 / 100,00   | 1,83 | 1 / 7      | Estável |
|                         | Viver o Concelho               | 1 863  | 8,81 / 100,00   | Novo | 0 / 7      | Novo    |
|                         | Coligação Democrática Unitária | 1 089  | 5,15 / 100,00   | 1,00 | 0 / 7      | Estável |
|                         | Bloco de Esquerda              | 602    | 2,85 / 100,00   | 2,02 | 0 / 7      | Estável |
| Votos Inválidos         | Votos Inválidos                | 1 561  | 7,38 / 100,00   | 3,45 |            |         |
| Total                   | Total                          | 21 144 | 100,00 / 100,00 |      | 7 / 7      |         |
| Eleitorado/Participação | Eleitorado/Participação        | 45 471 | 46,50 / 100,00  | 4,25 |            |         |

| Freguesia                                        | %     | %     | %     | %     | %    | %    | Votantes |
| Freguesia                                        | PSD   | PS    | CDS   | MVC   | CDU  | BE   | Votantes |
| ------------------------------------------------ | ----- | ----- | ----- | ----- | ---- | ---- | -------- |
| A dos Francos                                    | 53,33 | 25,94 | 5,33  | 3,27  | 3,27 | 1,58 | 825      |
| Alvorninha                                       | 59,90 | 23,84 | 5,64  | 2,38  | 1,88 | 2,02 | 1 384    |
| Caldas da Rainha - Santo Onofre e Serra do Bouro | 33,22 | 29,32 | 7,28  | 10,61 | 7,89 | 3,59 | 4 233    |
| Carvalhal Benfeito                               | 72,89 | 7,14  | 6,78  | 4,58  | 0,92 | 0,55 | 546      |
| Foz do Arelho                                    | 32,81 | 18,95 | 12,31 | 21,36 | 2,12 | 5,37 | 707      |
| Landal                                           | 57,14 | 16,67 | 12,70 | 3,17  | 1,75 | 1,11 | 630      |
| Nadadouro                                        | 46,02 | 17,50 | 7,95  | 10,68 | 4,32 | 4,32 | 880      |
| Nossa Senhora do Pópulo, Coto e São Gregório     | 37,63 | 25,79 | 8,43  | 11,36 | 6,44 | 3,09 | 6 631    |
| Salir de Matos                                   | 54,84 | 23,03 | 6,72  | 5,49  | 2,46 | 1,48 | 1 220    |
| Santa Catarina                                   | 48,85 | 6,71  | 30,11 | 4,11  | 2,30 | 1,15 | 1 654    |
| Tornada e Salir do Porto                         | 44,25 | 23,83 | 4,93  | 8,08  | 6,14 | 3,62 | 1 905    |
| Vidais                                           | 62,57 | 14,74 | 4,73  | 4,16  | 3,97 | 2,27 | 529      |
| Caldas da Rainha                                 | 43,59 | 22,94 | 9,28  | 8,81  | 5,15 | 2,85 | 21 144   |

#### Assembleia Municipal
| Partido                 | Partido                        | Votos  | %               | +/-  | Mandatos | +/-     |
| ----------------------- | ------------------------------ | ------ | --------------- | ---- | -------- | ------- |
|                         | Partido Social Democrata       | 8 685  | 41,08 / 100,00  | 6,56 | 10 / 21  | 1       |
|                         | Partido Socialista             | 4 770  | 22,56 / 100,00  | 3,47 | 6 / 21   | Estável |
|                         | Viver o Concelho               | 2 073  | 9,80 / 100,00   | Novo | 2 / 21   | Novo    |
|                         | CDS – Partido Popular          | 1 987  | 9,40 / 100,00   | 1,92 | 2 / 21   | Estável |
|                         | Coligação Democrática Unitária | 1 146  | 5,42 / 100,00   | 0,65 | 1 / 21   | Estável |
|                         | Bloco de Esquerda              | 782    | 3,70 / 100,00   | 2,34 | 0 / 21   | 1       |
| Votos Inválidos         | Votos Inválidos                | 1 701  | 8,05 / 100,00   | 3,95 |          |         |
| Total                   | Total                          | 21 144 | 100,00 / 100,00 |      | 21 / 21  |         |
| Eleitorado/Participação | Eleitorado/Participação        | 45 471 | 46,50 / 100,00  | 4,25 |          |         |

| Freguesia                                        | %     | %     | %     | %     | %    | %    | Votantes |
| Freguesia                                        | PSD   | PS    | MVC   | CDS   | CDU  | BE   | Votantes |
| ------------------------------------------------ | ----- | ----- | ----- | ----- | ---- | ---- | -------- |
| A dos Francos                                    | 52,12 | 26,18 | 3,52  | 4,97  | 3,52 | 1,33 | 825      |
| Alvorninha                                       | 57,80 | 24,78 | 2,38  | 6,07  | 2,24 | 2,31 | 1 384    |
| Caldas da Rainha - Santo Onofre e Serra do Bouro | 30,24 | 27,99 | 11,81 | 7,87  | 8,27 | 4,80 | 4 233    |
| Carvalhal Benfeito                               | 69,41 | 6,96  | 6,41  | 7,51  | 1,10 | 0,73 | 546      |
| Foz do Arelho                                    | 31,82 | 18,67 | 22,77 | 11,46 | 2,83 | 5,94 | 707      |
| Landal                                           | 54,60 | 17,94 | 3,33  | 13,97 | 1,90 | 0,95 | 630      |
| Nadadouro                                        | 44,66 | 16,36 | 11,82 | 8,07  | 4,89 | 5,11 | 880      |
| Nossa Senhora do Pópulo, Coto e São Gregório     | 35,76 | 25,05 | 12,55 | 8,10  | 6,51 | 4,12 | 6 631    |
| Salir de Matos                                   | 51,23 | 22,70 | 5,98  | 7,21  | 2,79 | 2,38 | 1 220    |
| Santa Catarina                                   | 44,62 | 7,32  | 4,78  | 30,77 | 2,66 | 1,93 | 1 654    |
| Tornada e Salir do Porto                         | 40,52 | 24,20 | 9,61  | 4,57  | 6,77 | 4,51 | 1 905    |
| Vidais                                           | 62,00 | 14,93 | 4,35  | 5,10  | 3,02 | 3,59 | 529      |
| Caldas da Rainha                                 | 41,08 | 22,56 | 9,80  | 9,40  | 5,42 | 3,70 | 21 144   |

#### Juntas de Freguesia
| Partido                 | Partido                        | Votos  | %               | +/-  | Presidentes | Mandatos  | +/- |
| ----------------------- | ------------------------------ | ------ | --------------- | ---- | ----------- | --------- | --- |
|                         | Partido Social Democrata       | 8 884  | 42,02 / 100,00  | 7,44 | 10 / 12     | 65 / 116  | 29  |
|                         | Partido Socialista             | 4 798  | 22,69 / 100,00  | 1,86 | 0 / 12      | 28 / 116  | 7   |
|                         | CDS – Partido Popular          | 2 359  | 11,16 / 100,00  | 2,03 | 1 / 12      | 11 / 116  | 2   |
|                         | Grupo de Cidadãos              | 1 936  | 9,16 / 100,00   | 4,72 | 1 / 12      | 10 / 116  | 5   |
|                         | Coligação Democrática Unitária | 1 029  | 4,87 / 100,00   | 0,98 | 0 / 12      | 2 / 116   | 1   |
|                         | Bloco de Esquerda              | 562    | 2,66 / 100,00   | 2,09 | 0 / 12      | 0 / 116   | 2   |
| Votos Inválidos         | Votos Inválidos                | 1 576  | 7,45 / 100,00   | 3,67 |             |           |     |
| Total                   | Total                          | 21 144 | 100,00 / 100,00 |      | 12 / 12     | 116 / 116 | 30  |
| Eleitorado/Participação | Eleitorado/Participação        | 45 471 | 46,50 / 100,00  | 4,25 |             |           |     |

| Freguesia                                        | Partido Vencedor | Partido Vencedor         | %              | Mandatos |
| ------------------------------------------------ | ---------------- | ------------------------ | -------------- | -------- |
| A dos Francos                                    |                  | Partido Social Democrata | 47,64 / 100,00 | 5 / 9    |
| Alvorninha                                       |                  | Partido Social Democrata | 55,78 / 100,00 | 6 / 9    |
| Caldas da Rainha - Santo Onofre e Serra do Bouro |                  | Partido Social Democrata | 30,55 / 100,00 | 5 / 13   |
| Carvalhal Benfeito                               |                  | Partido Social Democrata | 87,91 / 100,00 | 9 / 9    |
| Foz do Arelho                                    |                  | Grupo de Cidadãos        | 31,54 / 100,00 | 4 / 9    |
| Landal                                           |                  | Partido Social Democrata | 46,35 / 100,00 | 5 / 9    |
| Nadadouro                                        |                  | Partido Social Democrata | 38,30 / 100,00 | 4 / 9    |
| Nossa Senhora do Pópulo, Coto e São Gregório     |                  | Partido Social Democrata | 39,81 / 100,00 | 6 / 13   |
| Salir de Matos                                   |                  | Partido Social Democrata | 55,74 / 100,00 | 6 / 9    |
| Santa Catarina                                   |                  | CDS – Partido Popular    | 55,38 / 100,00 | 6 / 9    |
| Tornada e Salir do Porto                         |                  | Partido Social Democrata | 46,67 / 100,00 | 6 / 9    |
| Vidais                                           |                  | Partido Social Democrata | 72,02 / 100,00 | 7 / 9    |

### Castanheira de Pêra

#### Câmara Municipal
| Partido                 | Partido                                              | Votos | %               | +/-   | Vereadores | +/-     |
| ----------------------- | ---------------------------------------------------- | ----- | --------------- | ----- | ---------- | ------- |
|                         | Partido Socialista                                   | 905   | 43,53 / 100,00  | 5,59  | 2 / 5      | 1       |
|                         | Partido Social Democrata                             | 634   | 30,50 / 100,00  | 13,31 | 2 / 5      | Estável |
|                         | Movimento Autárquico Independente Salvar Castanheira | 311   | 14,96 / 100,00  | Novo  | 1 / 5      | Novo    |
|                         | CDS – Partido Popular                                | 70    | 3,37 / 100,00   | -     | 0 / 5      | -       |
|                         | Coligação Democrática Unitária                       | 34    | 1,64 / 100,00   | 0,72  | 0 / 5      | Estável |
| Votos Inválidos         | Votos Inválidos                                      | 125   | 6,02 / 100,00   | 1,31  |            |         |
| Total                   | Total                                                | 2 079 | 100,00 / 100,00 |       | 5 / 5      |         |
| Eleitorado/Participação | Eleitorado/Participação                              | 2 931 | 70,93 / 100,00  | 4,49  |            |         |

| Freguesia                      | %     | %     | %     | %    | %    | Votantes |
| Freguesia                      | PS    | PSD   | MAIS  | CDS  | CDU  | Votantes |
| ------------------------------ | ----- | ----- | ----- | ---- | ---- | -------- |
| Castanheira de Pera e Coentral | 43,53 | 30,50 | 14,96 | 3,37 | 1,64 | 2 079    |
| Castanheira de Pera            | 43,53 | 30,50 | 14,96 | 3,37 | 1,64 | 2 079    |

#### Assembleia Municipal
| Partido                 | Partido                                              | Votos | %               | +/-   | Mandatos | +/-     |
| ----------------------- | ---------------------------------------------------- | ----- | --------------- | ----- | -------- | ------- |
|                         | Partido Socialista                                   | 839   | 40,36 / 100,00  | 7,65  | 7 / 15   | 1       |
|                         | Partido Social Democrata                             | 671   | 32,28 / 100,00  | 12,68 | 6 / 15   | 1       |
|                         | Movimento Autárquico Independente Salvar Castanheira | 308   | 14,81 / 100,00  | Novo  | 2 / 15   | Novo    |
|                         | CDS – Partido Popular                                | 68    | 3,27 / 100,00   | -     | 0 / 15   | -       |
|                         | Coligação Democrática Unitária                       | 46    | 2,21 / 100,00   | 0,66  | 0 / 15   | Estável |
| Votos Inválidos         | Votos Inválidos                                      | 147   | 7,07 / 100,00   | 2,92  |          |         |
| Total                   | Total                                                | 2 079 | 100,00 / 100,00 |       | 15 / 15  |         |
| Eleitorado/Participação | Eleitorado/Participação                              | 2 931 | 70,93 / 100,00  | 4,49  |          |         |

| Freguesia                      | %     | %     | %     | %    | %    | Votantes |
| Freguesia                      | PS    | PSD   | MAIS  | CDS  | CDU  | Votantes |
| ------------------------------ | ----- | ----- | ----- | ---- | ---- | -------- |
| Castanheira de Pera e Coentral | 40,36 | 32,28 | 14,81 | 3,27 | 2,21 | 2 079    |
| Castanheira de Pera            | 40,36 | 32,28 | 14,81 | 3,27 | 2,21 | 2 079    |

#### Juntas de Freguesia
| Partido                 | Partido                        | Votos | %               | +/-   | Presidentes | Mandatos | +/-     |
| ----------------------- | ------------------------------ | ----- | --------------- | ----- | ----------- | -------- | ------- |
|                         | Partido Socialista             | 776   | 37,33 / 100,00  | 11,73 | 1 / 1       | 4 / 9    | 1       |
|                         | Grupo de Cidadãos              | 609   | 29,29 / 100,00  | -     | 0 / 1       | 3 / 9    | -       |
|                         | Partido Social Democrata       | 464   | 22,32 / 100,00  | 20,65 | 0 / 1       | 2 / 9    | 2       |
|                         | CDS – Partido Popular          | 65    | 3,13 / 100,00   | -     | 0 / 1       | 0 / 9    | -       |
|                         | Coligação Democrática Unitária | 40    | 1,92 / 100,00   | 1,80  | 0 / 1       | 0 / 9    | Estável |
| Votos Inválidos         | Votos Inválidos                | 125   | 6,01 / 100,00   | 1,76  |             |          |         |
| Total                   | Total                          | 2 079 | 100,00 / 100,00 |       | 1 / 1       | 9 / 9    |         |
| Eleitorado/Participação | Eleitorado/Participação        | 2 931 | 70,93 / 100,00  | 4,49  |             |          |         |

| Freguesia                      | Partido Vencedor | Partido Vencedor   | %              | Mandatos |
| ------------------------------ | ---------------- | ------------------ | -------------- | -------- |
| Castanheira de Pera e Coentral |                  | Partido Socialista | 37,33 / 100,00 | 4 / 9    |

### Figueiró dos Vinhos

#### Câmara Municipal
| Partido                 | Partido                        | Votos | %               | +/-   | Vereadores | +/-     |
| ----------------------- | ------------------------------ | ----- | --------------- | ----- | ---------- | ------- |
|                         | Partido Socialista             | 1 783 | 42,12 / 100,00  | 1,43  | 3 / 5      | 1       |
|                         | Partido Social Democrata       | 1 764 | 41,67 / 100,00  | 13,71 | 2 / 5      | 1       |
|                         | CDS – Partido Popular          | 413   | 9,76 / 100,00   | -     | 0 / 5      | -       |
|                         | Coligação Democrática Unitária | 42    | 0,99 / 100,00   | 0,12  | 0 / 7      | Estável |
| Votos Inválidos         | Votos Inválidos                | 231   | 5,46 / 100,00   | 2,64  |            |         |
| Total                   | Total                          | 4 233 | 100,00 / 100,00 |       | 5 / 5      |         |
| Eleitorado/Participação | Eleitorado/Participação        | 6 164 | 68,67 / 100,00  | 4,70  |            |         |

| Freguesia                       | %     | %     | %     | %    | Votantes |
| Freguesia                       | PS    | PSD   | CDS   | CDU  | Votantes |
| ------------------------------- | ----- | ----- | ----- | ---- | -------- |
| Aguda                           | 39,41 | 30,04 | 23,88 | 1,28 | 779      |
| Arega                           | 55,18 | 32,99 | 5,99  | 0,88 | 685      |
| Campelo                         | 32,62 | 63,10 | 2,14  | 0,53 | 187      |
| Figueiró dos Vinhos e Bairradas | 40,16 | 45,93 | 7,05  | 0,97 | 2 582    |
| Figueiró dos Vinhos             | 42,12 | 41,67 | 9,76  | 0,99 | 4 233    |

#### Assembleia Municipal
| Partido                 | Partido                        | Votos | %               | +/-   | Mandatos | +/-     |
| ----------------------- | ------------------------------ | ----- | --------------- | ----- | -------- | ------- |
|                         | Partido Social Democrata       | 1 789 | 42,26 / 100,00  | 10,84 | 7 / 15   | 1       |
|                         | Partido Socialista             | 1 756 | 41,48 / 100,00  | 0,03  | 7 / 15   | Estável |
|                         | CDS – Partido Popular          | 372   | 8,79 / 100,00   | -     | 1 / 15   | -       |
|                         | Coligação Democrática Unitária | 60    | 1,42 / 100,00   | 0,15  | 0 / 15   | Estável |
| Votos Inválidos         | Votos Inválidos                | 256   | 6,05 / 100,00   | 2,16  |          |         |
| Total                   | Total                          | 4 233 | 100,00 / 100,00 |       | 15 / 15  |         |
| Eleitorado/Participação | Eleitorado/Participação        | 6 164 | 68,67 / 100,00  | 4,69  |          |         |

| Freguesia                       | %     | %     | %     | %    | Votantes |
| Freguesia                       | PSD   | PS    | CDS   | CDU  | Votantes |
| ------------------------------- | ----- | ----- | ----- | ---- | -------- |
| Aguda                           | 31,32 | 41,85 | 18,61 | 2,18 | 779      |
| Arega                           | 31,53 | 53,33 | 6,57  | 0,88 | 685      |
| Campelo                         | 62,57 | 33,16 | 1,60  | 0,53 | 187      |
| Figueiró dos Vinhos e Bairradas | 46,94 | 38,30 | 6,93  | 1,39 | 2 582    |
| Figueiró dos Vinhos             | 42,26 | 41,48 | 8,79  | 1,42 | 4 233    |

#### Juntas de Freguesia
| Partido                 | Partido                        | Votos | %               | +/-  | Presidentes | Mandatos | +/-     |
| ----------------------- | ------------------------------ | ----- | --------------- | ---- | ----------- | -------- | ------- |
|                         | Partido Social Democrata       | 1 877 | 44,35 / 100,00  | 4,39 | 2 / 4       | 15 / 32  | 3       |
|                         | Partido Socialista             | 1 782 | 42,11 / 100,00  | 2,41 | 2 / 4       | 16 / 32  | 6       |
|                         | CDS – Partido Popular          | 278   | 6,57 / 100,00   | 3,40 | 0 / 4       | 1 / 32   | Estável |
|                         | Coligação Democrática Unitária | 34    | 0,80 / 100,00   | 0,22 | 0 / 4       | 0 / 32   | Estável |
| Votos Inválidos         | Votos Inválidos                | 261   | 6,16 / 100,00   | 3,18 |             |          |         |
| Total                   | Total                          | 4 232 | 100,00 / 100,00 |      | 4 / 4       | 32 / 32  | 9       |
| Eleitorado/Participação | Eleitorado/Participação        | 6 164 | 68,66 / 100,00  | 4,70 |             |          |         |

| Freguesia                       | Partido Vencedor | Partido Vencedor         | %              | Mandatos |
| ------------------------------- | ---------------- | ------------------------ | -------------- | -------- |
| Aguda                           |                  | Partido Socialista       | 48,65 / 100,00 | 5 / 9    |
| Arega                           |                  | Partido Socialista       | 63,65 / 100,00 | 5 / 7    |
| Campelo                         |                  | Partido Social Democrata | 65,24 / 100,00 | 5 / 7    |
| Figueiró dos Vinhos e Bairradas |                  | Partido Social Democrata | 50,17 / 100,00 | 5 / 9    |

### Leiria

#### Câmara Municipal
| Partido                 | Partido                        | Votos   | %               | +/-  | Vereadores | +/-     |
| ----------------------- | ------------------------------ | ------- | --------------- | ---- | ---------- | ------- |
|                         | Partido Socialista             | 26 166  | 46,31 / 100,00  | 1,45 | 7 / 11     | 2       |
|                         | Partido Social Democrata       | 15 735  | 27,85 / 100,00  | 9,76 | 4 / 11     | 1       |
|                         | CDS – Partido Popular          | 2 639   | 4,67 / 100,00   | 3,01 | 0 / 11     | 1       |
|                         | Coligação Democrática Unitária | 2 495   | 4,42 / 100,00   | 1,98 | 0 / 11     | Estável |
|                         | Bloco de Esquerda              | 1 865   | 3,30 / 100,00   | 0,05 | 0 / 11     | Estável |
| Votos Inválidos         | Votos Inválidos                | 7 603   | 13,46 / 100,00  | 9,40 |            |         |
| Total                   | Total                          | 56 503  | 100,00 / 100,00 |      | 11 / 11    |         |
| Eleitorado/Participação | Eleitorado/Participação        | 113 378 | 49,84 / 100,00  | 9,60 |            |         |

| Freguesia                         | %     | %     | %    | %    | %    | Votantes |
| Freguesia                         | PS    | PSD   | CDS  | CDU  | BE   | Votantes |
| --------------------------------- | ----- | ----- | ---- | ---- | ---- | -------- |
| Amor                              | 44,33 | 27,55 | 6,58 | 6,63 | 3,06 | 2 127    |
| Arrabal                           | 43,41 | 27,18 | 9,55 | 5,57 | 1,95 | 1 435    |
| Bajouca                           | 30,78 | 48,15 | 7,66 | 0,95 | 1,10 | 1 267    |
| Bidoeira de Cima                  | 44,60 | 38,77 | 2,80 | 0,80 | 1,36 | 1 251    |
| Caranguejeira                     | 45,69 | 35,93 | 2,19 | 1,65 | 1,29 | 2 552    |
| Coimbrão                          | 47,44 | 25,03 | 4,65 | 4,05 | 2,38 | 839      |
| Colmeias e Memória                | 48,63 | 35,18 | 3,26 | 2,28 | 1,44 | 2 149    |
| Leiria, Pousos, Barreira e Cortes | 49,96 | 21,55 | 4,15 | 5,37 | 4,60 | 12 858   |
| Maceira                           | 53,24 | 23,28 | 3,95 | 4,74 | 3,31 | 4 532    |
| Marrazes e Barosa                 | 47,15 | 19,94 | 4,89 | 7,78 | 4,94 | 8 009    |
| Milagres                          | 36,79 | 41,45 | 2,36 | 2,86 | 2,51 | 1 397    |
| Monte Real e Carvide              | 46,55 | 24,98 | 4,37 | 4,30 | 4,41 | 2 698    |
| Monte Redondo e Carreira          | 44,01 | 29,13 | 6,08 | 4,73 | 1,83 | 2 897    |
| Parceiros e Azoia                 | 52,04 | 23,36 | 4,20 | 4,20 | 3,96 | 3 236    |
| Regueira de Pontes                | 60,83 | 18,78 | 3,21 | 3,38 | 2,12 | 1 182    |
| Santa Catarina da Serra e Chainça | 32,07 | 48,65 | 4,62 | 1,38 | 1,31 | 2 816    |
| Santa Eufémia e Boa Vista         | 46,58 | 31,74 | 4,92 | 1,43 | 2,50 | 2 237    |
| Souto da Carpalhosa e Ortigosa    | 34,33 | 39,82 | 7,28 | 1,95 | 2,18 | 3 021    |
| Leiria                            | 46,31 | 27,85 | 4,67 | 4,42 | 3,30 | 56 503   |

#### Assembleia Municipal
| Partido                 | Partido                        | Votos   | %               | +/-   | Deputados | +/-     |
| ----------------------- | ------------------------------ | ------- | --------------- | ----- | --------- | ------- |
|                         | Partido Socialista             | 22 273  | 39,42 / 100,00  | 2,01  | 16 / 33   | 1       |
|                         | Partido Social Democrata       | 17 361  | 30,73 / 100,00  | 6,64  | 12 / 33   | 1       |
|                         | CDS – Partido Popular          | 3 114   | 5,51 / 100,00   | 3,59  | 2 / 33    | 1       |
|                         | Coligação Democrática Unitária | 2 817   | 4,99 / 100,00   | 2,18  | 2 / 33    | 1       |
|                         | Bloco de Esquerda              | 2 671   | 4,73 / 100,00   | 0,10  | 1 / 33    | Estável |
| Votos Inválidos         | Votos Inválidos                | 8 262   | 14,62 / 100,00  | 10,17 |           |         |
| Total                   | Total                          | 56 498  | 100,00 / 100,00 |       | 33 / 33   |         |
| Eleitorado/Participação | Eleitorado/Participação        | 113 378 | 49,83 / 100,00  | 9,65  |           |         |

| Freguesia                         | %     | %     | %     | %    | %    | Votantes |
| Freguesia                         | PS    | PSD   | CDS   | CDU  | BE   | Votantes |
| --------------------------------- | ----- | ----- | ----- | ---- | ---- | -------- |
| Amor                              | 38,08 | 30,04 | 7,85  | 7,24 | 4,56 | 2 127    |
| Arrabal                           | 36,79 | 29,69 | 10,94 | 5,30 | 3,00 | 1 435    |
| Bajouca                           | 23,76 | 51,22 | 9,79  | 1,26 | 1,97 | 1 267    |
| Bidoeira de Cima                  | 38,29 | 43,25 | 3,12  | 0,80 | 1,28 | 1 251    |
| Caranguejeira                     | 39,73 | 39,07 | 3,06  | 1,41 | 2,35 | 2 552    |
| Coimbrão                          | 43,03 | 26,70 | 4,65  | 4,89 | 2,74 | 839      |
| Colmeias e Memória                | 43,75 | 37,36 | 4,17  | 2,73 | 1,71 | 2 160    |
| Leiria, Pousos, Barreira e Cortes | 42,60 | 24,27 | 4,70  | 6,18 | 6,89 | 12 862   |
| Maceira                           | 46,56 | 26,61 | 4,96  | 5,45 | 4,19 | 4 532    |
| Marrazes e Barosa                 | 40,13 | 21,97 | 5,19  | 8,86 | 6,63 | 7 989    |
| Milagres                          | 22,82 | 45,99 | 3,15  | 2,43 | 9,66 | 1 398    |
| Monte Real e Carvide              | 42,33 | 25,91 | 5,15  | 5,19 | 4,78 | 2 698    |
| Monte Redondo e Carreira          | 40,14 | 30,17 | 7,11  | 5,38 | 2,52 | 2 897    |
| Parceiros e Azoia                 | 41,53 | 31,30 | 5,13  | 4,39 | 4,94 | 3 236    |
| Regueira de Pontes                | 53,21 | 22,00 | 5,41  | 3,05 | 3,30 | 1 182    |
| Santa Catarina da Serra e Chainça | 28,17 | 49,45 | 5,58  | 1,46 | 2,20 | 2 815    |
| Santa Eufémia e Boa Vista         | 39,29 | 34,96 | 6,35  | 2,06 | 3,71 | 2 237    |
| Souto da Carpalhosa e Ortigosa    | 25,52 | 44,12 | 8,51  | 2,65 | 2,75 | 3 021    |
| Leiria                            | 39,42 | 30,73 | 5,51  | 4,99 | 4,73 | 56 498   |

#### Juntas de Freguesia
| Partido                 | Partido                        | Votos   | %               | +/-  | Presidentes | Mandatos  | +/- |
| ----------------------- | ------------------------------ | ------- | --------------- | ---- | ----------- | --------- | --- |
|                         | Partido Socialista             | 24 133  | 42,70 / 100,00  | 0,71 | 13 / 18     | 103 / 202 | 27  |
|                         | Partido Social Democrata       | 17 531  | 31,02 / 100,00  | 7,91 | 5 / 18      | 81 / 202  | 41  |
|                         | CDS – Partido Popular          | 3 391   | 6,00 / 100,00   | 3,52 | 0 / 18      | 9 / 202   | 9   |
|                         | Coligação Democrática Unitária | 2 635   | 4,66 / 100,00   | 1,78 | 0 / 18      | 5 / 202   | 2   |
|                         | Bloco de Esquerda              | 1 293   | 2,29 / 100,00   | 0,17 | 0 / 18      | 2 / 202   | 1   |
|                         | Grupo de Cidadãos              | 488     | 0,86 / 100,00   | 0,24 | 0 / 18      | 2 / 202   | 1   |
| Votos Inválidos         | Votos Inválidos                | 7 041   | 12,46 / 100,00  | 8,51 |             |           |     |
| Total                   | Total                          | 56 512  | 100,00 / 100,00 |      | 18 / 18     | 202 / 202 | 100 |
| Eleitorado/Participação | Eleitorado/Participação        | 113 378 | 49,84 / 100,00  | 9,65 |             |           |     |

| Freguesia                         | Partido Vencedor | Partido Vencedor         | %              | Mandatos |
| --------------------------------- | ---------------- | ------------------------ | -------------- | -------- |
| Amor                              |                  | Partido Social Democrata | 38,13 / 100,00 | 4 / 9    |
| Arrabal                           |                  | Partido Socialista       | 41,32 / 100,00 | 4 / 9    |
| Bajouca                           |                  | Partido Social Democrata | 48,30 / 100,00 | 5 / 9    |
| Bidoeira de Cima                  |                  | Partido Socialista       | 54,44 / 100,00 | 5 / 9    |
| Caranguejeira                     |                  | Partido Socialista       | 50,63 / 100,00 | 5 / 9    |
| Coimbrão                          |                  | Partido Socialista       | 47,79 / 100,00 | 6 / 9    |
| Colmeias e Memória                |                  | Partido Socialista       | 46,71 / 100,00 | 5 / 9    |
| Leiria, Pousos, Barreira e Cortes |                  | Partido Socialista       | 45,91 / 100,00 | 11 / 19  |
| Maceira                           |                  | Partido Socialista       | 54,17 / 100,00 | 9 / 13   |
| Marrazes e Barosa                 |                  | Partido Socialista       | 39,61 / 100,00 | 10 / 19  |
| Milagres                          |                  | Partido Social Democrata | 58,58 / 100,00 | 6 / 9    |
| Monte Real e Carvide              |                  | Partido Socialista       | 47,44 / 100,00 | 8 / 13   |
| Monte Redondo e Carreira          |                  | Partido Socialista       | 40,94 / 100,00 | 6 / 13   |
| Parceiros e Azoia                 |                  | Partido Socialista       | 49,47 / 100,00 | 8 / 13   |
| Regueira de Pontes                |                  | Partido Socialista       | 57,02 / 100,00 | 6 / 9    |
| Santa Catarina da Serra e Chainça |                  | Partido Social Democrata | 49,68 / 100,00 | 6 / 9    |
| Santa Eufémia e Boa Vista         |                  | Partido Socialista       | 43,81 / 100,00 | 5 / 9    |
| Souto da Carpalhosa e Ortigosa    |                  | Partido Social Democrata | 57,53 / 100,00 | 9 / 13   |

### Marinha Grande

#### Câmara Municipal
| Partido                 | Partido                        | Votos  | %               | +/-  | Vereadores | +/-     |
| ----------------------- | ------------------------------ | ------ | --------------- | ---- | ---------- | ------- |
|                         | Partido Socialista             | 4 745  | 29,93 / 100,00  | 6,16 | 2 / 7      | 1       |
|                         | Coligação Democrática Unitária | 3 925  | 24,75 / 100,00  | 6,68 | 2 / 7      | 1       |
|                         | Movimento pela Marinha         | 1 904  | 12,01 / 100,00  | Novo | 1 / 7      | Novo    |
|                         | +Concelho Marinha Grande       | 1 742  | 10,99 / 100,00  | Novo | 1 / 7      | Novo    |
|                         | Partido Social Democrata       | 1 680  | 10,60 / 100,00  | 7,10 | 1 / 7      | Estável |
|                         | Bloco de Esquerda              | 442    | 2,79 / 100,00   | 2,88 | 0 / 7      | Estável |
|                         | CDS – Partido Popular          | 169    | 1,07 / 100,00   | -    | 0 / 7      | -       |
| Votos Inválidos         | Votos Inválidos                | 1 249  | 7,88 / 100,00   | 4,56 |            |         |
| Total                   | Total                          | 15 856 | 100,00 / 100,00 |      | 7 / 7      |         |
| Eleitorado/Participação | Eleitorado/Participação        | 33 555 | 47,25 / 100,00  | 7,96 |            |         |

| Freguesia        | %     | %     | %     | %     | %     | %    | %    | Votantes |
| Freguesia        | PS    | CDU   | MpM   | +C    | PSD   | BE   | CDS  | Votantes |
| ---------------- | ----- | ----- | ----- | ----- | ----- | ---- | ---- | -------- |
| Marinha Grande   | 27,83 | 25,84 | 13,00 | 12,24 | 9,68  | 2,65 | 1,13 | 12 438   |
| Moita            | 38,71 | 21,46 | 11,41 | 15,38 | 6,20  | 1,74 | 0,62 | 806      |
| Vieira de Leiria | 37,21 | 20,60 | 7,47  | 3,64  | 16,31 | 3,79 | 0,88 | 2 612    |
| Marinha Grande   | 29,93 | 24,75 | 12,01 | 10,99 | 10,60 | 2,79 | 1,07 | 15 856   |

#### Assembleia Municipal
| Partido                 | Partido                        | Votos  | %               | +/-  | Mandatos | +/-     |
| ----------------------- | ------------------------------ | ------ | --------------- | ---- | -------- | ------- |
|                         | Partido Socialista             | 4 302  | 27,18 / 100,00  | 6,64 | 7 / 21   | 1       |
|                         | Coligação Democrática Unitária | 4 247  | 26,83 / 100,00  | 4,16 | 7 / 21   | Estável |
|                         | Movimento pela Marinha         | 1 844  | 11,65 / 100,00  | Novo | 3 / 21   | Novo    |
|                         | Partido Social Democrata       | 1 704  | 10,77 / 100,00  | 6,64 | 2 / 21   | 2       |
|                         | +Concelho Marinha Grande       | 1 697  | 10,72 / 100,00  | Novo | 2 / 21   | Novo    |
|                         | Bloco de Esquerda              | 540    | 3,41 / 100,00   | 3,46 | 0 / 21   | 1       |
|                         | CDS – Partido Popular          | 196    | 1,24 / 100,00   | -    | 0 / 21   | -       |
| Votos Inválidos         | Votos Inválidos                | 1 298  | 8,20 / 100,00   | 4,62 |          |         |
| Total                   | Total                          | 15 828 | 100,00 / 100,00 |      | 21 / 21  |         |
| Eleitorado/Participação | Eleitorado/Participação        | 33 555 | 47,17 / 100,00  | 8,04 |          |         |

| Freguesia        | %     | %     | %     | %     | %     | %    | %    | Votantes |
| Freguesia        | PS    | CDU   | MpM   | PSD   | +C    | BE   | CDS  | Votantes |
| ---------------- | ----- | ----- | ----- | ----- | ----- | ---- | ---- | -------- |
| Marinha Grande   | 24,76 | 28,41 | 12,64 | 9,80  | 11,97 | 3,28 | 1,28 | 12 400   |
| Moita            | 37,47 | 20,22 | 12,16 | 6,33  | 15,63 | 2,11 | 0,50 | 806      |
| Vieira de Leiria | 35,47 | 21,40 | 6,83  | 16,70 | 3,32  | 4,42 | 1,26 | 2 622    |
| Marinha Grande   | 27,18 | 26,83 | 11,65 | 10,77 | 10,72 | 3,41 | 1,24 | 15 828   |

#### Juntas de Freguesia
| Partido                 | Partido                        | Votos  | %               | +/-   | Presidentes | Mandatos | +/- |
| ----------------------- | ------------------------------ | ------ | --------------- | ----- | ----------- | -------- | --- |
|                         | Coligação Democrática Unitária | 4 468  | 28,06 / 100,00  | 6,61  | 1 / 3       | 12 / 41  | 1   |
|                         | Partido Socialista             | 4 401  | 27,64 / 100,00  | 6,21  | 2 / 3       | 16 / 41  | 3   |
|                         | Grupo de Cidadãos              | 3 415  | 21,45 / 100,00  | 19,71 | 0 / 3       | 8 / 41   | 7   |
|                         | Partido Social Democrata       | 1 779  | 11,17 / 100,00  | 6,83  | 0 / 3       | 5 / 41   | 3   |
|                         | Bloco de Esquerda              | 454    | 2,85 / 100,00   | 4,98  | 0 / 3       | 0 / 41   | 2   |
|                         | CDS – Partido Popular          | 152    | 0,95 / 100,00   | -     | 0 / 3       | 0 / 41   | -   |
| Votos Inválidos         | Votos Inválidos                | 1 252  | 7,86 / 100,00   | 3,96  |             |          |     |
| Total                   | Total                          | 15 921 | 100,00 / 100,00 |       | 3 / 3       | 41 / 41  |     |
| Eleitorado/Participação | Eleitorado/Participação        | 33 555 | 47,45 / 100,00  | 7,76  |             |          |     |

| Freguesia        | Partido Vencedor | Partido Vencedor               | %              | Mandatos |
| ---------------- | ---------------- | ------------------------------ | -------------- | -------- |
| Marinha Grande   |                  | Coligação Democrática Unitária | 30,06 / 100,00 | 7 / 19   |
| Moita            |                  | Partido Socialista             | 46,53 / 100,00 | 5 / 9    |
| Vieira de Leiria |                  | Partido Socialista             | 37,48 / 100,00 | 6 / 13   |

### Nazaré

#### Câmara Municipal
| Partido                 | Partido                                               | Votos  | %               | +/-   | Vereadores | +/-     |
| ----------------------- | ----------------------------------------------------- | ------ | --------------- | ----- | ---------- | ------- |
|                         | Partido Socialista                                    | 2 683  | 36,59 / 100,00  | 0,77  | 4 / 7      | 1       |
|                         | Partido Social Democrata                              | 1 657  | 22,60 / 100,00  | 25,43 | 2 / 7      | 2       |
|                         | Grupo de Cidadãos Independentes do Concelho da Nazaré | 722    | 9,85 / 100,00   | Novo  | 1 / 7      | Novo    |
|                         | Nazaré Viva                                           | 589    | 8,03 / 100,00   | Novo  | 0 / 7      | Novo    |
|                         | Coligação Democrática Unitária                        | 453    | 6,18 / 100,00   | 0,82  | 0 / 7      | Estável |
|                         | Partido da Terra                                      | 430    | 5,86 / 100,00   | -     | 0 / 7      | -       |
|                         | CDS – Partido Popular                                 | 194    | 2,65 / 100,00   | 0,23  | 0 / 7      | Estável |
|                         | Bloco de Esquerda                                     | 172    | 2,35 / 100,00   | 0,30  | 0 / 7      | Estável |
| Votos Inválidos         | Votos Inválidos                                       | 432    | 5,90 / 100,00   | 2,48  |            |         |
| Total                   | Total                                                 | 7 332  | 100,00 / 100,00 |       | 7 / 7      |         |
| Eleitorado/Participação | Eleitorado/Participação                               | 14 450 | 50,74 / 100,00  | 5,29  |            |         |

| Freguesia         | %     | %     | %     | %     | %     | %    | %    | %    | Votantes |
| Freguesia         | PS    | PSD   | GCICN | NV    | CDU   | MPT  | CDS  | BE   | Votantes |
| ----------------- | ----- | ----- | ----- | ----- | ----- | ---- | ---- | ---- | -------- |
| Famalicão         | 41,91 | 26,07 | 4,73  | 10,23 | 2,20  | 3,85 | 2,09 | 1,98 | 909      |
| Nazaré            | 38,34 | 22,80 | 12,06 | 7,94  | 4,86  | 6,82 | 1,04 | 1,50 | 5 000    |
| Valado dos Frades | 27,06 | 19,68 | 5,34  | 6,96  | 13,00 | 3,79 | 8,64 | 3,79 | 1 423    |
| Nazaré            | 36,59 | 22,60 | 9,85  | 8,03  | 6,18  | 5,86 | 2,65 | 2,35 | 7 332    |

#### Assembleia Municipal
| Partido                 | Partido                                      | Votos  | %               | +/-   | Mandatos | +/-     |
| ----------------------- | -------------------------------------------- | ------ | --------------- | ----- | -------- | ------- |
|                         | Partido Socialista                           | 2 327  | 31,73 / 100,00  | 4,14  | 8 / 21   | Estável |
|                         | Partido Social Democrata                     | 1 457  | 19,87 / 100,00  | 25,19 | 5 / 21   | 6       |
|                         | Nazaré Viva                                  | 754    | 10,28 / 100,00  | Novo  | 2 / 21   | Novo    |
|                         | Grupo de Independentes do Concelho da Nazaré | 713    | 9,72 / 100,00   | Novo  | 2 / 21   | Novo    |
|                         | Coligação Democrática Unitária               | 578    | 7,88 / 100,00   | 0,42  | 2 / 21   | 1       |
|                         | Partido da Terra                             | 471    | 6,42 / 100,00   | -     | 1 / 21   | -       |
|                         | Bloco de Esquerda                            | 296    | 4,04 / 100,00   | 0,52  | 1 / 21   | Estável |
|                         | CDS – Partido Popular                        | 175    | 2,39 / 100,00   | 0,66  | 0 / 21   | Estável |
| Votos Inválidos         | Votos Inválidos                              | 562    | 7,67 / 100,00   | 3,68  |          |         |
| Total                   | Total                                        | 7 333  | 100,00 / 100,00 |       | 21 / 21  |         |
| Eleitorado/Participação | Eleitorado/Participação                      | 14 450 | 50,75 / 100,00  | 5,29  |          |         |

| Freguesia         | %     | %     | %     | %     | %     | %    | %    | %    | Votantes |
| Freguesia         | PS    | PSD   | NV    | GCICN | CDU   | MPT  | BE   | CDS  | Votantes |
| ----------------- | ----- | ----- | ----- | ----- | ----- | ---- | ---- | ---- | -------- |
| Famalicão         | 41,91 | 24,31 | 9,90  | 4,18  | 2,53  | 3,74 | 2,31 | 3,41 | 909      |
| Nazaré            | 31,99 | 19,22 | 10,82 | 12,08 | 7,14  | 7,70 | 3,18 | 1,30 | 5 001    |
| Valado dos Frades | 24,31 | 19,33 | 8,64  | 4,99  | 13,91 | 3,65 | 8,15 | 5,55 | 1 423    |
| Nazaré            | 31,73 | 19,87 | 10,28 | 9,72  | 7,88  | 6,42 | 4,04 | 2,39 | 7 333    |

#### Juntas de Freguesia
| Partido                 | Partido                        | Votos  | %               | +/-   | Presidentes | Mandatos | +/-     |
| ----------------------- | ------------------------------ | ------ | --------------- | ----- | ----------- | -------- | ------- |
|                         | Partido Socialista             | 2 293  | 31,28 / 100,00  | 6,15  | 3 / 3       | 14 / 31  | Estável |
|                         | Partido Social Democrata       | 1 927  | 26,29 / 100,00  | 19,53 | 0 / 3       | 9 / 31   | 6       |
|                         | Grupo de Cidadãos              | 1 302  | 17,26 / 100,00  | -     | 0 / 3       | 5 / 31   | -       |
|                         | Coligação Democrática Unitária | 494    | 6,74 / 100,00   | 2,04  | 0 / 3       | 1 / 31   | 1       |
|                         | Partido da Terra               | 440    | 6,00 / 100,00   | -     | 0 / 3       | 1 / 31   | -       |
|                         | Bloco de Esquerda              | 373    | 5,09 / 100,00   | 1,10  | 0 / 3       | 1 / 31   | 1       |
| Votos Inválidos         | Votos Inválidos                | 502    | 6,84 / 100,00   | 2,86  |             |          |         |
| Total                   | Total                          | 7 331  | 100,00 / 100,00 |       | 3 / 3       | 31 / 31  |         |
| Eleitorado/Participação | Eleitorado/Participação        | 14 450 | 50,73 / 100,00  | 5,30  |             |          |         |

| Freguesia         | Partido Vencedor | Partido Vencedor   | %              | Mandatos |
| ----------------- | ---------------- | ------------------ | -------------- | -------- |
| Famalicão         |                  | Partido Socialista | 51,60 / 100,00 | 6 / 9    |
| Nazaré            |                  | Partido Socialista | 29,43 / 100,00 | 5 / 13   |
| Valado dos Frades |                  | Partido Socialista | 24,81 / 100,00 | 3 / 9    |

### Óbidos

#### Câmara Municipal
| Partido                 | Partido                        | Votos  | %               | +/-   | Vereadores | +/-     |
| ----------------------- | ------------------------------ | ------ | --------------- | ----- | ---------- | ------- |
|                         | Partido Social Democrata       | 2 511  | 43,12 / 100,00  | 25,35 | 4 / 7      | 1       |
|                         | Partido Socialista             | 2 334  | 40,08 / 100,00  | 17,25 | 3 / 7      | 1       |
|                         | Coligação Democrática Unitária | 387    | 6,65 / 100,00   | 2,84  | 0 / 7      | Estável |
|                         | CDS – Partido Popular          | 194    | 3,33 / 100,00   | 1,57  | 0 / 7      | Estável |
| Votos Inválidos         | Votos Inválidos                | 397    | 6,81 / 100,00   | 3,68  |            |         |
| Total                   | Total                          | 5 823  | 100,00 / 100,00 |       | 7 / 7      |         |
| Eleitorado/Participação | Eleitorado/Participação        | 10 536 | 55,27 / 100,00  | 3,82  |            |         |

| Freguesia                                | %     | %     | %     | %     | Votantes |
| Freguesia                                | PSD   | PS    | CDU   | CDS   | Votantes |
| ---------------------------------------- | ----- | ----- | ----- | ----- | -------- |
| A-dos-Negros                             | 42,70 | 40,95 | 5,68  | 2,16  | 740      |
| Amoreira                                 | 51,59 | 35,26 | 3,59  | 6,18  | 502      |
| Gaeiras                                  | 41,61 | 38,84 | 8,39  | 2,52  | 1 192    |
| Olho Marinho                             | 36,93 | 31,31 | 14,74 | 11,70 | 658      |
| Santa Maria, São Pedro e Sobral da Lagoa | 42,33 | 44,58 | 5,70  | 0,79  | 1 772    |
| Usseira                                  | 54,26 | 32,34 | 2,77  | 2,77  | 470      |
| Vau                                      | 39,26 | 49,69 | 3,27  | 2,66  | 489      |
| Óbidos                                   | 43,12 | 40,08 | 6,65  | 3,33  | 5 823    |

#### Assembleia Municipal
| Partido                 | Partido                        | Votos  | %               | +/-   | Mandatos | +/- |
| ----------------------- | ------------------------------ | ------ | --------------- | ----- | -------- | --- |
|                         | Partido Social Democrata       | 2 488  | 42,73 / 100,00  | 20,12 | 10 / 21  | 4   |
|                         | Partido Socialista             | 2 255  | 38,73 / 100,00  | 11,07 | 9 / 21   | 3   |
|                         | Coligação Democrática Unitária | 462    | 7,94 / 100,00   | 2,15  | 2 / 21   | 1   |
|                         | CDS – Partido Popular          | 212    | 3,64 / 100,00   | -     | 0 / 21   | -   |
| Votos Inválidos         | Votos Inválidos                | 405    | 6,96 / 100,00   | 3,26  |          |     |
| Total                   | Total                          | 5 822  | 100,00 / 100,00 |       | 21 / 21  |     |
| Eleitorado/Participação | Eleitorado/Participação        | 10 536 | 55,26 / 100,00  | 3,83  |          |     |

| Freguesia                                | %     | %     | %     | %     | Votantes |
| Freguesia                                | PSD   | PS    | CDU   | CDS   | Votantes |
| ---------------------------------------- | ----- | ----- | ----- | ----- | -------- |
| A-dos-Negros                             | 44,19 | 37,43 | 7,03  | 2,70  | 740      |
| Amoreira                                 | 51,59 | 33,47 | 4,38  | 7,17  | 502      |
| Gaeiras                                  | 40,22 | 38,54 | 9,99  | 2,60  | 1 191    |
| Olho Marinho                             | 36,17 | 29,18 | 17,78 | 12,16 | 658      |
| Santa Maria, São Pedro e Sobral da Lagoa | 41,08 | 43,51 | 7,05  | 1,35  | 1 772    |
| Usseira                                  | 54,47 | 32,55 | 2,77  | 2,13  | 470      |
| Vau                                      | 41,10 | 48,06 | 2,86  | 2,25  | 489      |
| Óbidos                                   | 42,73 | 38,73 | 7,94  | 3,64  | 5 822    |

#### Juntas de Freguesia
| Partido                 | Partido                        | Votos  | %               | +/-   | Presidentes | Mandatos | +/-     |
| ----------------------- | ------------------------------ | ------ | --------------- | ----- | ----------- | -------- | ------- |
|                         | Partido Socialista             | 2 000  | 34,36 / 100,00  | 8,25  | 1 / 7       | 20 / 57  | 1       |
|                         | Partido Social Democrata       | 1 631  | 28,02 / 100,00  | 12,05 | 4 / 7       | 20 / 57  | 19      |
|                         | Grupo de Cidadãos              | 1 220  | 20,96 / 100,00  | 1,66  | 2 / 7       | 13 / 57  | Estável |
|                         | Coligação Democrática Unitária | 460    | 7,90 / 100,00   | 2,51  | 0 / 7       | 3 / 57   | 1       |
|                         | CDS – Partido Popular          | 127    | 2,18 / 100,00   | -     | 0 / 7       | 1 / 57   | -       |
| Votos Inválidos         | Votos Inválidos                | 382    | 6,56 / 100,00   | 0,84  |             |          |         |
| Total                   | Total                          | 5 820  | 100,00 / 100,00 |       | 7 / 7       | 57 / 57  | 16      |
| Eleitorado/Participação | Eleitorado/Participação        | 10 536 | 55,24 / 100,00  | 3,85  |             |          |         |

| Freguesia                                | Partido Vencedor | Partido Vencedor         | %              | Mandatos |
| ---------------------------------------- | ---------------- | ------------------------ | -------------- | -------- |
| A-dos-Negros                             |                  | Grupo de Cidadãos        | 50,68 / 100,00 | 5 / 9    |
| Amoreira                                 |                  | Partido Social Democrata | 57,97 / 100,00 | 5 / 7    |
| Gaeiras                                  |                  | Grupo de Cidadãos        | 52,82 / 100,00 | 5 / 9    |
| Olho Marinho                             |                  | Partido Social Democrata | 32,83 / 100,00 | 3 / 9    |
| Santa Maria, São Pedro e Sobral da Lagoa |                  | Partido Socialista       | 49,15 / 100,00 | 5 / 9    |
| Usseira                                  |                  | Partido Social Democrata | 46,38 / 100,00 | 4 / 7    |
| Vau                                      |                  | Partido Social Democrata | 49,28 / 100,00 | 4 / 7    |

### Pedrógão Grande

#### Câmara Municipal
| Partido                 | Partido                        | Votos | %               | +/-   | Vereadores | +/-     |
| ----------------------- | ------------------------------ | ----- | --------------- | ----- | ---------- | ------- |
|                         | Partido Social Democrata       | 1 309 | 56,59 / 100,00  | 11,85 | 3 / 5      | 1       |
|                         | Partido Socialista             | 846   | 36,58 / 100,00  | 12,84 | 2 / 5      | 1       |
|                         | Coligação Democrática Unitária | 30    | 1,30 / 100,00   | 0,54  | 0 / 5      | Estável |
| Votos Inválidos         | Votos Inválidos                | 128   | 5,53 / 100,00   | 0,46  |            |         |
| Total                   | Total                          | 2 313 | 100,00 / 100,00 |       | 5 / 5      |         |
| Eleitorado/Participação | Eleitorado/Participação        | 3 604 | 64,18 / 100,00  | 0,54  |            |         |

| Freguesia       | %     | %     | %    | Votantes |
| Freguesia       | PSD   | PS    | CDU  | Votantes |
| --------------- | ----- | ----- | ---- | -------- |
| Graça           | 53,26 | 39,57 | 1,30 | 460      |
| Pedrógão Grande | 55,12 | 37,90 | 1,24 | 1 446    |
| Vila Facaia     | 65,60 | 28,50 | 1,47 | 407      |
| Pedrógão Grande | 56,59 | 36,58 | 1,30 | 2 313    |

#### Assembleia Municipal
| Partido                 | Partido                        | Votos | %               | +/-  | Mandatos | +/-     |
| ----------------------- | ------------------------------ | ----- | --------------- | ---- | -------- | ------- |
|                         | Partido Social Democrata       | 1 340 | 57,93 / 100,00  | 9,55 | 10 / 15  | 1       |
|                         | Partido Socialista             | 786   | 33,98 / 100,00  | 8,84 | 5 / 15   | 1       |
|                         | Coligação Democrática Unitária | 38    | 1,64 / 100,00   | 0,12 | 0 / 15   | Estável |
| Votos Inválidos         | Votos Inválidos                | 149   | 6,44 / 100,00   | 0,81 |          |         |
| Total                   | Total                          | 2 313 | 100,00 / 100,00 |      | 15 / 15  |         |
| Eleitorado/Participação | Eleitorado/Participação        | 3 604 | 64,18 / 100,00  | 0,54 |          |         |

| Freguesia       | %     | %     | %    | Votantes |
| Freguesia       | PSD   | PS    | CDU  | Votantes |
| --------------- | ----- | ----- | ---- | -------- |
| Graça           | 58,48 | 33,48 | 1,09 | 460      |
| Pedrógão Grande | 54,50 | 34,86 | 1,66 | 1 446    |
| Vila Facaia     | 69,53 | 24,32 | 2,21 | 407      |
| Pedrógão Grande | 57,93 | 33,98 | 1,64 | 2 313    |

#### Juntas de Freguesia
| Partido                 | Partido                        | Votos | %               | +/-  | Presidentes | Mandatos | +/-     |
| ----------------------- | ------------------------------ | ----- | --------------- | ---- | ----------- | -------- | ------- |
|                         | Partido Social Democrata       | 1 425 | 61,61 / 100,00  | 4,23 | 3 / 3       | 17 / 23  | 1       |
|                         | Partido Socialista             | 724   | 31,30 / 100,00  | 3,73 | 0 / 3       | 6 / 23   | 1       |
|                         | Coligação Democrática Unitária | 24    | 1,04 / 100,00   | 0,16 | 0 / 3       | 0 / 23   | Estável |
| Votos Inválidos         | Votos Inválidos                | 140   | 6,05 / 100,00   | 0,67 |             |          |         |
| Total                   | Total                          | 2 313 | 100,00 / 100,00 |      | 3 / 3       | 23 / 23  |         |
| Eleitorado/Participação | Eleitorado/Participação        | 3 604 | 64,18 / 100,00  | 0,54 |             |          |         |

| Freguesia       | Partido Vencedor | Partido Vencedor         | %              | Mandatos |
| --------------- | ---------------- | ------------------------ | -------------- | -------- |
| Graça           |                  | Partido Social Democrata | 62,61 / 100,00 | 5 / 7    |
| Pedrógão Grande |                  | Partido Social Democrata | 58,37 / 100,00 | 6 / 9    |
| Vila Facaia     |                  | Partido Social Democrata | 71,99 / 100,00 | 6 / 7    |

### Peniche

#### Câmara Municipal
| Partido                 | Partido                        | Votos  | %               | +/-   | Vereadores | +/-     |
| ----------------------- | ------------------------------ | ------ | --------------- | ----- | ---------- | ------- |
|                         | Coligação Democrática Unitária | 4 535  | 41,32 / 100,00  | 2,76  | 3 / 7      | 1       |
|                         | Partido Socialista             | 2 660  | 24,24 / 100,00  | 5,08  | 2 / 7      | 1       |
|                         | Partido Social Democrata       | 2 512  | 22,89 / 100,00  | 6,14  | 2 / 7      | Estável |
|                         | CDS – Partido Popular          | 229    | 2,09 / 100,00   | 0,35  | 0 / 7      | Estável |
|                         | Bloco de Esquerda              | 218    | 1,99 / 100,00   | 0,11  | 0 / 7      | Estável |
| Votos Inválidos         | Votos Inválidos                | 820    | 7,47 / 100,00   | 4,06  |            |         |
| Total                   | Total                          | 10 974 | 100,00 / 100,00 |       | 7 / 7      |         |
| Eleitorado/Participação | Eleitorado/Participação        | 25 384 | 43,23 / 100,00  | 10,24 |            |         |

| Freguesia          | %     | %     | %     | %    | %    | Votantes |
| Freguesia          | CDU   | PS    | PSD   | CDS  | BE   | Votantes |
| ------------------ | ----- | ----- | ----- | ---- | ---- | -------- |
| Atouguia da Baleia | 35,16 | 20,91 | 31,20 | 2,16 | 1,64 | 3 712    |
| Ferrel             | 22,20 | 36,94 | 31,81 | 1,49 | 1,96 | 1 072    |
| Peniche            | 47,99 | 24,40 | 16,14 | 2,30 | 2,35 | 5 484    |
| Serra d'El-Rei     | 50,99 | 21,25 | 18,13 | 0,99 | 0,99 | 706      |
| Peniche            | 41,32 | 24,24 | 22,89 | 2,09 | 1,99 | 10 974   |

#### Assembleia Municipal
| Partido                 | Partido                        | Votos  | %               | +/-   | Mandatos | +/-     |
| ----------------------- | ------------------------------ | ------ | --------------- | ----- | -------- | ------- |
|                         | Coligação Democrática Unitária | 4 105  | 37,57 / 100,00  | 2,95  | 9 / 21   | Estável |
|                         | Partido Social Democrata       | 2 858  | 26,16 / 100,00  | 3,64  | 6 / 21   | 1       |
|                         | Partido Socialista             | 2 735  | 25,03 / 100,00  | 2,46  | 6 / 21   | 1       |
|                         | Bloco de Esquerda              | 342    | 3,13 / 100,00   | 0,08  | 0 / 21   | Estável |
| Votos Inválidos         | Votos Inválidos                | 886    | 8,11 / 100,00   | 4,05  |          |         |
| Total                   | Total                          | 10 926 | 100,00 / 100,00 |       | 21 / 21  |         |
| Eleitorado/Participação | Eleitorado/Participação        | 25 384 | 43,04 / 100,00  | 10,41 |          |         |

| Freguesia          | %     | %     | %     | %    | Votantes |
| Freguesia          | CDU   | PSD   | PS    | BE   | Votantes |
| ------------------ | ----- | ----- | ----- | ---- | -------- |
| Atouguia da Baleia | 28,00 | 37,51 | 21,51 | 2,91 | 3 714    |
| Ferrel             | 16,51 | 32,00 | 41,70 | 2,61 | 1 072    |
| Peniche            | 46,98 | 17,89 | 24,59 | 3,53 | 5 434    |
| Serra d'El-Rei     | 47,45 | 21,25 | 21,67 | 1,98 | 706      |
| Peniche            | 37,57 | 26,16 | 25,03 | 3,13 | 10 926   |

#### Juntas de Freguesia
| Partido                 | Partido                        | Votos  | %               | +/-   | Presidentes | Mandatos | +/- |
| ----------------------- | ------------------------------ | ------ | --------------- | ----- | ----------- | -------- | --- |
|                         | Coligação Democrática Unitária | 4 088  | 37,42 / 100,00  | 2,55  | 2 / 4       | 17 / 44  | 10  |
|                         | Partido Social Democrata       | 3 236  | 29,62 / 100,00  | 1,53  | 1 / 4       | 14 / 44  | 4   |
|                         | Partido Socialista             | 2 769  | 25,35 / 100,00  | 0,38  | 1 / 4       | 13 / 44  | 4   |
| Votos Inválidos         | Votos Inválidos                | 832    | 7,62 / 100,00   | 3,71  |             |          |     |
| Total                   | Total                          | 10 925 | 100,00 / 100,00 |       | 4 / 4       | 44 / 44  | 18  |
| Eleitorado/Participação | Eleitorado/Participação        | 25 384 | 43,04 / 100,00  | 10,41 |             |          |     |

| Freguesia          | Partido Vencedor | Partido Vencedor               | %              | Mandatos |
| ------------------ | ---------------- | ------------------------------ | -------------- | -------- |
| Atouguia da Baleia |                  | Partido Social Democrata       | 49,19 / 100,00 | 7 / 13   |
| Ferrel             |                  | Partido Socialista             | 51,96 / 100,00 | 5 / 9    |
| Peniche            |                  | Coligação Democrática Unitária | 51,68 / 100,00 | 8 / 13   |
| Serra d'El-Rei     |                  | Coligação Democrática Unitária | 45,18 / 100,00 | 5 / 9    |

### Pombal

#### Câmara Municipal
| Partido                 | Partido                        | Votos  | %               | +/-   | Vereadores | +/-     |
| ----------------------- | ------------------------------ | ------ | --------------- | ----- | ---------- | ------- |
|                         | Partido Social Democrata       | 13 598 | 54,99 / 100,00  | 10,80 | 6 / 9      | 1       |
|                         | Partido Socialista             | 6 620  | 26,77 / 100,00  | 0,15  | 3 / 9      | 1       |
|                         | CDS – Partido Popular          | 1 528  | 6,18 / 100,00   | -     | 0 / 9      | -       |
|                         | Coligação Democrática Unitária | 789    | 3,19 / 100,00   | 1,45  | 0 / 9      | Estável |
| Votos Inválidos         | Votos Inválidos                | 2 193  | 8,87 / 100,00   | 4,86  |            |         |
| Total                   | Total                          | 24 728 | 100,00 / 100,00 |       | 9 / 9      |         |
| Eleitorado/Participação | Eleitorado/Participação        | 55 115 | 44,87 / 100,00  | 4,94  |            |         |

| Freguesia                                          | %     | %     | %     | %    | Votantes |
| Freguesia                                          | PSD   | PS    | CDS   | CDU  | Votantes |
| -------------------------------------------------- | ----- | ----- | ----- | ---- | -------- |
| Abiul                                              | 51,42 | 20,75 | 19,43 | 1,72 | 1 513    |
| Almagreira                                         | 58,34 | 20,76 | 13,19 | 2,08 | 1 349    |
| Carnide                                            | 76,68 | 12,45 | 2,93  | 1,34 | 819      |
| Carriço                                            | 55,76 | 24,22 | 6,61  | 2,34 | 1 709    |
| Guia, Ilha e Mata Mourisca                         | 57,57 | 23,69 | 5,52  | 2,33 | 3 132    |
| Louriçal                                           | 52,86 | 31,76 | 3,45  | 3,49 | 2 289    |
| Meirinhas                                          | 66,92 | 19,42 | 2,63  | 2,51 | 798      |
| Pelariga                                           | 55,01 | 28,68 | 5,72  | 1,87 | 1 067    |
| Pombal                                             | 49,77 | 30,68 | 5,29  | 4,69 | 5 903    |
| Redinha                                            | 51,68 | 37,96 | 2,03  | 2,10 | 1 283    |
| Santiago e S. Simão de Litém e Albergaria dos Doze | 55,27 | 27,92 | 5,25  | 4,44 | 2 475    |
| Vermoil                                            | 61,18 | 22,87 | 3,25  | 3,75 | 1 386    |
| Vila Cã                                            | 49,85 | 27,26 | 7,16  | 2,49 | 1 005    |
| Pombal                                             | 54,99 | 26,77 | 6,18  | 3,19 | 24 728   |

#### Assembleia Municipal
| Partido                 | Partido                        | Votos  | %               | +/-  | Mandatos | +/-     |
| ----------------------- | ------------------------------ | ------ | --------------- | ---- | -------- | ------- |
|                         | Partido Social Democrata       | 13 185 | 53,33 / 100,00  | 9,29 | 16 / 27  | 3       |
|                         | Partido Socialista             | 6 506  | 26,31 / 100,00  | 1,34 | 8 / 27   | Estável |
|                         | CDS – Partido Popular          | 1 782  | 7,21 / 100,00   | -    | 2 / 27   | -       |
|                         | Coligação Democrática Unitária | 932    | 3,77 / 100,00   | 0,95 | 1 / 27   | 1       |
| Votos Inválidos         | Votos Inválidos                | 2 320  | 9,38 / 100,00   | 6,07 |          |         |
| Total                   | Total                          | 24 725 | 100,00 / 100,00 |      | 27 / 27  |         |
| Eleitorado/Participação | Eleitorado/Participação        | 55 115 | 44,86 / 100,00  | 4,95 |          |         |

| Freguesia                                          | %     | %     | %     | %    | Votantes |
| Freguesia                                          | PSD   | PS    | CDS   | CDU  | Votantes |
| -------------------------------------------------- | ----- | ----- | ----- | ---- | -------- |
| Abiul                                              | 48,78 | 21,02 | 20,75 | 1,85 | 1 513    |
| Almagreira                                         | 57,46 | 18,63 | 14,85 | 2,38 | 1 347    |
| Carnide                                            | 74,73 | 13,19 | 4,03  | 1,47 | 819      |
| Carriço                                            | 54,89 | 23,99 | 6,96  | 2,87 | 1 709    |
| Guia, Ilha e Mata Mourisca                         | 56,39 | 22,83 | 6,35  | 2,49 | 3 132    |
| Louriçal                                           | 53,45 | 29,94 | 4,02  | 3,67 | 2 288    |
| Meirinhas                                          | 66,54 | 17,79 | 3,63  | 4,01 | 798      |
| Pelariga                                           | 52,67 | 28,58 | 6,75  | 2,34 | 1 067    |
| Pombal                                             | 46,01 | 31,09 | 7,42  | 5,64 | 5 903    |
| Redinha                                            | 50,58 | 38,58 | 2,26  | 2,49 | 1 283    |
| Santiago e S. Simão de Litém e Albergaria dos Doze | 53,62 | 27,39 | 5,54  | 5,29 | 2 475    |
| Vermoil                                            | 60,03 | 22,66 | 3,90  | 4,18 | 1 386    |
| Vila Cã                                            | 51,44 | 24,88 | 6,57  | 3,78 | 1 005    |
| Pombal                                             | 53,33 | 26,31 | 7,21  | 3,77 | 24 725   |

#### Juntas de Freguesia
| Partido                 | Partido                        | Votos  | %               | +/-   | Presidentes | Mandatos  | +/-     |
| ----------------------- | ------------------------------ | ------ | --------------- | ----- | ----------- | --------- | ------- |
|                         | Partido Social Democrata       | 11 846 | 47,91 / 100,00  | 14,73 | 11 / 13     | 71 / 129  | 42      |
|                         | Partido Socialista             | 7 310  | 29,56 / 100,00  | 1,53  | 0 / 13      | 41 / 129  | 3       |
|                         | CDS – Partido Popular          | 2 411  | 9,75 / 100,00   | -     | 1 / 13      | 11 / 129  | -       |
|                         | Grupo de Cidadãos              | 597    | 2,41 / 100,00   | -     | 1 / 13      | 6 / 129   | -       |
|                         | Coligação Democrática Unitária | 577    | 2,33 / 100,00   | 0,79  | 0 / 13      | 0 / 129   | Estável |
| Votos Inválidos         | Votos Inválidos                | 1 985  | 8,03 / 100,00   | 4,09  |             |           |         |
| Total                   | Total                          | 24 726 | 100,00 / 100,00 |       | 13 / 13     | 129 / 129 | 28      |
| Eleitorado/Participação | Eleitorado/Participação        | 55 115 | 44,86 / 100,00  | 4,95  |             |           |         |

| Freguesia                                          | Partido Vencedor | Partido Vencedor         | %              | Mandatos |
| -------------------------------------------------- | ---------------- | ------------------------ | -------------- | -------- |
| Abiul                                              |                  | CDS – Partido Popular    | 39,85 / 100,00 | 4 / 9    |
| Almagreira                                         |                  | Partido Social Democrata | 45,21 / 100,00 | 4 / 9    |
| Carnide                                            |                  | Partido Social Democrata | 68,74 / 100,00 | 7 / 9    |
| Carriço                                            |                  | Partido Social Democrata | 49,56 / 100,00 | 5 / 9    |
| Guia, Ilha e Mata Mourisca                         |                  | Partido Social Democrata | 50,32 / 100,00 | 8 / 13   |
| Louriçal                                           |                  | Partido Social Democrata | 49,74 / 100,00 | 5 / 9    |
| Meirinhas                                          |                  | Partido Social Democrata | 54,26 / 100,00 | 5 / 9    |
| Pelariga                                           |                  | Partido Social Democrata | 52,48 / 100,00 | 6 / 9    |
| Pombal                                             |                  | Partido Social Democrata | 45,69 / 100,00 | 7 / 13   |
| Redinha                                            |                  | Partido Social Democrata | 48,40 / 100,00 | 5 / 9    |
| Santiago e S. Simão de Litém e Albergaria dos Doze |                  | Partido Social Democrata | 52,44 / 100,00 | 8 / 13   |
| Vermoil                                            |                  | Partido Social Democrata | 60,71 / 100,00 | 7 / 9    |
| Vila Cã                                            |                  | Grupo de Cidadãos        | 59,40 / 100,00 | 6 / 9    |

### Porto de Mós

#### Câmara Municipal
| Partido                 | Partido                        | Votos  | %               | +/-  | Vereadores | +/-     |
| ----------------------- | ------------------------------ | ------ | --------------- | ---- | ---------- | ------- |
|                         | Partido Socialista             | 6 983  | 56,52 / 100,00  | 2,36 | 5 / 7      | Estável |
|                         | Partido Social Democrata       | 3 371  | 27,29 / 100,00  | 5,35 | 2 / 7      | Estável |
|                         | CDS – Partido Popular          | 466    | 3,77 / 100,00   | 1,23 | 0 / 7      | Estável |
|                         | Coligação Democrática Unitária | 459    | 3,72 / 100,00   | 1,34 | 0 / 7      | Estável |
| Votos Inválidos         | Votos Inválidos                | 1 075  | 8,70 / 100,00   | 5,14 |            |         |
| Total                   | Total                          | 12 354 | 100,00 / 100,00 |      | 7 / 7      |         |
| Eleitorado/Participação | Eleitorado/Participação        | 21 653 | 57,05 / 100,00  | 6,99 |            |         |

| Freguesia          | %     | %     | %    | %    | Votantes |
| Freguesia          | PS    | PSD   | CDS  | CDU  | Votantes |
| ------------------ | ----- | ----- | ---- | ---- | -------- |
| Alqueidão da Serra | 52,97 | 23,38 | 3,47 | 6,85 | 1 095    |
| Alvados e Alcaria  | 43,36 | 44,30 | 3,93 | 2,06 | 535      |
| Arrimal e Mendiga  | 57,29 | 31,82 | 2,18 | 2,08 | 1 056    |
| Calvaria de Cima   | 59,82 | 24,86 | 2,16 | 4,41 | 1 110    |
| Juncal             | 56,87 | 28,77 | 3,04 | 3,16 | 1 644    |
| Mira de Aire       | 60,27 | 21,15 | 3,94 | 5,26 | 1 674    |
| Pedreiras          | 67,62 | 16,68 | 4,43 | 3,08 | 1 331    |
| Porto de Mós       | 56,48 | 25,02 | 5,58 | 3,79 | 2 794    |
| São Bento          | 48,75 | 34,62 | 4,33 | 2,73 | 439      |
| Serro Ventoso      | 39,35 | 54,14 | 1,48 | 0,44 | 676      |
| Porto de Mós       | 56,52 | 27,29 | 3,77 | 3,72 | 12 354   |

#### Assembleia Municipal
| Partido                 | Partido                        | Votos  | %               | +/-  | Mandatos | +/-     |
| ----------------------- | ------------------------------ | ------ | --------------- | ---- | -------- | ------- |
|                         | Partido Socialista             | 5 760  | 46,62 / 100,00  | 3,47 | 11 / 21  | 1       |
|                         | Partido Social Democrata       | 4 121  | 33,36 / 100,00  | 3,28 | 8 / 21   | Estável |
|                         | CDS – Partido Popular          | 625    | 5,06 / 100,00   | 1,10 | 1 / 21   | 1       |
|                         | Coligação Democrática Unitária | 613    | 4,96 / 100,00   | 0,16 | 1 / 21   | Estável |
| Votos Inválidos         | Votos Inválidos                | 1 235  | 9,99 / 100,00   | 5,48 |          |         |
| Total                   | Total                          | 12 354 | 100,00 / 100,00 |      | 21 / 21  |         |
| Eleitorado/Participação | Eleitorado/Participação        | 21 653 | 57,05 / 100,00  | 6,97 |          |         |

| Freguesia          | %     | %     | %    | %    | Votantes |
| Freguesia          | PS    | PSD   | CDS  | CDU  | Votantes |
| ------------------ | ----- | ----- | ---- | ---- | -------- |
| Alqueidão da Serra | 48,95 | 25,21 | 4,29 | 7,03 | 1 095    |
| Alvados e Alcaria  | 34,02 | 49,91 | 5,61 | 2,80 | 535      |
| Arrimal e Mendiga  | 51,04 | 35,98 | 3,41 | 2,56 | 1 056    |
| Calvaria de Cima   | 52,43 | 30,00 | 2,43 | 5,77 | 1 110    |
| Juncal             | 46,78 | 34,37 | 4,26 | 4,20 | 1 644    |
| Mira de Aire       | 52,87 | 24,85 | 5,50 | 7,11 | 1 674    |
| Pedreiras          | 56,35 | 24,27 | 4,66 | 4,06 | 1 331    |
| Porto de Mós       | 42,13 | 34,61 | 7,48 | 5,23 | 2 794    |
| São Bento          | 33,94 | 40,32 | 8,66 | 6,61 | 439      |
| Serro Ventoso      | 28,25 | 61,69 | 2,07 | 1,92 | 676      |
| Porto de Mós       | 46,62 | 33,36 | 5,06 | 4,96 | 12 354   |

#### Juntas de Freguesia
| Partido                 | Partido                        | Votos  | %               | +/-   | Presidentes | Mandatos | +/-     |
| ----------------------- | ------------------------------ | ------ | --------------- | ----- | ----------- | -------- | ------- |
|                         | Partido Socialista             | 4 056  | 32,83 / 100,00  | 11,94 | 4 / 10      | 29 / 88  | 20      |
|                         | Partido Social Democrata       | 3 628  | 29,36 / 100,00  | 13,86 | 3 / 10      | 29 / 88  | 20      |
|                         | Grupo de Cidadãos              | 3 056  | 24,73 / 100,00  | 20,14 | 3 / 10      | 30 / 88  | 23      |
|                         | CDS – Partido Popular          | 332    | 2,69 / 100,00   | 1,37  | 0 / 10      | 0 / 88   | Estável |
|                         | Coligação Democrática Unitária | 268    | 2,17 / 100,00   | 0,34  | 0 / 10      | 0 / 88   | Estável |
| Votos Inválidos         | Votos Inválidos                | 1 015  | 8,21 / 100,00   | 3,94  |             |          |         |
| Total                   | Total                          | 12 355 | 100,00 / 100,00 |       | 10 / 10     | 88 / 88  | 17      |
| Eleitorado/Participação | Eleitorado/Participação        | 21 653 | 57,06 / 100,00  | 6,97  |             |          |         |

| Freguesia          | Partido Vencedor | Partido Vencedor         | %              | Mandatos |
| ------------------ | ---------------- | ------------------------ | -------------- | -------- |
| Alqueidão da Serra |                  | Grupo de Cidadãos        | 57,90 / 100,00 | 6 / 9    |
| Alvados e Alcaria  |                  | Partido Social Democrata | 49,72 / 100,00 | 4 / 7    |
| Arrimal e Mendiga  |                  | Partido Socialista       | 49,91 / 100,00 | 5 / 9    |
| Calvaria de Cima   |                  | Partido Socialista       | 53,47 / 100,00 | 5 / 9    |
| Juncal             |                  | Partido Socialista       | 44,04 / 100,00 | 5 / 9    |
| Mira de Aire       |                  | Partido Socialista       | 44,56 / 100,00 | 5 / 9    |
| Pedreiras          |                  | Grupo de Cidadãos        | 70,10 / 100,00 | 7 / 9    |
| Porto de Mós       |                  | Partido Social Democrata | 43,27 / 100,00 | 7 / 13   |
| São Bento          |                  | Grupo de Cidadãos        | 81,32 / 100,00 | 7 / 7    |
| Serro Ventoso      |                  | Partido Social Democrata | 53,11 / 100,00 | 4 / 7    |